# Temporada 2022 de Fórmula 1
La temporada 2022 de Fórmula 1 fou la 73a temporada del campionat mundial de Fórmula 1 de la història. Fou organitzada per la Federació Internacional d’Automobilisme (FIA). El campionat fou format per 22 curses, seguint el ritme de la temporada anterior amb més curses de la categoria fins ara.
Es van produir canvis per aquesta temporada, sobretot diferències significatives degut a la normativa tècnica de la categoria, principalment a l'evolució del disseny de monoplaces basada en l'efecte terra. Aquests canvis s’havien previst introduir el 2021, però es van ajornar fins al 2022 en resposta a la pandèmia de COVID-19.
Aquest campionat va començar el 20 de març i va finalitzar, el dia 20 de novembre, perquè els grans premis no es realitzessin durant el període que va passar la Copa del Món de Futbol al Qatar que comenceix en el dia de la cursa final, 20 de novembre i finalitzà el 18 de desembre.
El guanyador del campionat de pilots de la temporada anterior i defensor vigent del títol, fou el neerlandès Max Verstappen mentre que l'equip alemany Mercedes AMG fou el campió de constructors.

## Escuderies i pilots
Els constructors i pilots que actualment estan confirmats per la temporada 2022. Els noms de les escuderies formen part de la llista provisional de inscrits de la FIA. Les escuderies continuaran corrent amb pneumàtics Pirelli.
| Escuderia                               | Constructor  | Xassís | Motor               | Neu. | Pilots | Pilots           | Pilots | Pilots      | Pilots                                 |
| Escuderia                               | Constructor  | Xassís | Motor               | Neu. | No.    | Nom de pilot     | Sigles | Rondes      | P. de Proves                           |
| --------------------------------------- | ------------ | ------ | ------------------- | ---- | ------ | ---------------- | ------ | ----------- | -------------------------------------- |
| Alfa Romeo · F1 Team Orlen              | Alfa Romeo   | C40    | Ferrari 066/7       | P    | 77     | Valtteri Bottas  | BOT    | 1-22        | Robert Kubica · Théo Pourchaire        |
| Alfa Romeo · F1 Team Orlen              | Alfa Romeo   | C40    | Ferrari 066/7       | P    | 24     | Guanyu Zhou      | ZHO    | 1-22        | Robert Kubica · Théo Pourchaire        |
| Scuderia AlphaTauri                     | AlphaTauri   | AT03   | Red Bull RBPTH001   | P    | 10     | Pierre Gasly     | GAS    | 1-22        | Liam Lawson · Jüri Vips                |
| Scuderia AlphaTauri                     | AlphaTauri   | AT03   | Red Bull RBPTH001   | P    | 22     | Yuki Tsunoda     | TSU    | 1-22        | Liam Lawson · Jüri Vips                |
| BWT Alpine F1 Team                      | Alpine       | A522   | Renault E-Tech RE22 | P    | 14     | Fernando Alonso  | ALO    | 1-22        | Oscar Piastri                          |
| BWT Alpine F1 Team                      | Alpine       | A522   | Renault E-Tech RE22 | P    | 31     | Esteban Ocon     | OCO    | 1-22        | Oscar Piastri                          |
| Aston Martin Aramco · Cognizant F1 Team | Aston Martin | AMR22  | Mercedes-AMG F1 M13 | P    | 5      | Sebastian Vettel | VET    | 3-22        | Nico Hülkenberg · Nick Yelloly         |
| Aston Martin Aramco · Cognizant F1 Team | Aston Martin | AMR22  | Mercedes-AMG F1 M13 | P    | 18     | Lance Stroll     | STR    | 1-22        | Nico Hülkenberg · Nick Yelloly         |
| Aston Martin Aramco · Cognizant F1 Team | Aston Martin | AMR22  | Mercedes-AMG F1 M13 | P    | 27     | Nico Hülkenberg  | HUL    | 1-2         | Nico Hülkenberg · Nick Yelloly         |
| Scuderia Ferrari                        | Ferrari      | F1-75  | Ferrari 066/7       | P    | 16     | Charles Leclerc  | LEC    | 1-22        | Mick Schumacher · Antonio Giovinazzi   |
| Scuderia Ferrari                        | Ferrari      | F1-75  | Ferrari 066/7       | P    | 55     | Carlos Sainz Jr. | SAI    | 1-22        | Mick Schumacher · Antonio Giovinazzi   |
| Haas F1 Team                            | Haas         | VF-22  | Ferrari 066/7       | P    | 20     | Kevin Magnussen  | MAG    | 1-22        | Pietro Fittipaldi · Antonio Giovinazzi |
| Haas F1 Team                            | Haas         | VF-22  | Ferrari 066/7       | P    | 47     | Mick Schumacher  | MSC    | 1-22        | Pietro Fittipaldi · Antonio Giovinazzi |
| McLaren F1 Team                         | McLaren      | MCL36  | Mercedes-AMG F1 M13 | P    | 3      | Daniel Ricciardo | RIC    | 1-22        | Patricio O'Ward                        |
| McLaren F1 Team                         | McLaren      | MCL36  | Mercedes-AMG F1 M13 | P    | 4      | Lando Norris     | NOR    | 1-22        | Patricio O'Ward                        |
| Mercedes-AMG · Petronas F1 Team         | Mercedes     | W13    | Mercedes-AMG F1 M13 | P    | 44     | Lewis Hamilton   | HAM    | 1-22        | Nyck de Vries · Stoffel Vandoorne      |
| Mercedes-AMG · Petronas F1 Team         | Mercedes     | W13    | Mercedes-AMG F1 M13 | P    | 63     | George Russell   | RUS    | 1-22        | Nyck de Vries · Stoffel Vandoorne      |
| Oracle Red Bull Racing                  | Red Bull     | RB18   | Red Bull RBPTH001   | P    | 1      | Max Verstappen   | VER    | 1-22        | Liam Lawson · Jüri Vips                |
| Oracle Red Bull Racing                  | Red Bull     | RB18   | Red Bull RBPTH001   | P    | 11     | Sergio Pérez     | PER    | 1-22        | Liam Lawson · Jüri Vips                |
| Williams Racing                         | Williams     | FW44   | Mercedes-AMG F1 M13 | P    | 6      | Nicholas Latifi  | LAT    | 1-22        | Roy Nissany · Jack Aitken              |
| Williams Racing                         | Williams     | FW44   | Mercedes-AMG F1 M13 | P    | 23     | Alexander Albon  | ALB    | 1-15, 17-22 | Roy Nissany · Jack Aitken              |
| Williams Racing                         | Williams     | FW44   | Mercedes-AMG F1 M13 | P    | 45     | Nyck de Vries    | DEV    | 16          | Roy Nissany · Jack Aitken              |

## Canvis

### Canvis de Grans Premis
- Serà una temporada rècord per la quantitat de curses, fins a 23. El Gran Premi de Miami s’inclourà al calendari, que serà disputat en un circuit urbà que recorre entorn de l'Hard Rock Stadium.[5]
- El Gran Premi de la Xina es cancel·larà per tercer any consecutiu degut a les restriccions de viatge a causa de la situació pandèmica de COVID-19 al país, permetent al Gran Premi de l'Emília-Romanya aparèixer al calendari del 2022, igualment com en la temporada anterior, sent la quarta cita del campionat. Més degut a la extensió de contracte fins al 2025, el gran premi xinès retornarà l'any següent.[6]
- Els Grans Premis d'Austràlia, Canadà, Singapur i Japó tornaran al calendari el 2022, després de dos anys de cancel·lació a causa de la pandèmia de COVID-19, tot i que corren el risc de ser cancel·lats a causa de la situació de pandèmia en aquests llocs.
- Els Grans Premis de Portugal, Estíria i Turquia no s'han inclòs al calendari d'enguany. Més en les dues últimes temporades se n'han inclòs perquè es puguin ser realitzats el màxim de curses possibles.
- El Gran Premi de Qatar que debutà el 2021, no serà realitzat aquest any degut als preparatius totals del país per acollir la Copa del Món de Futbol, més té previsió de retornar en 2023.[7]
- Durant la pretemporada a Catalunya, el Gran Premi de Rússia, que estava programat per el dia 25 de setembre, va ser cancel·lat temporalment per la FIA a causa del conflicte bèl·lic entre Rússia i Ucraïna.[8]
- A causa de la guerra, la FIA rescindeix el contracte amb el Gran Premi de Rússia, que va ser vàlid fins al 2025, amb aquest, el circuit d'Igora Drive, situat a Sant Petersburg que havia d'acollir el gran premi el 2023, no rebrà la cursa.[9]

### Canvis de pilots
- El pilot finlandès campió mundial en 2007 i amb més participacions en els grans premis de la categoria fins ara, Kimi Raikkonen, va anunciar la seva retirada de la Fórmula 1 després de 20 anys i va deixar el seu lloc d'Alfa Romeo al seu compatriota Valtteri Bottas, que deixa Mercedes després de cinc temporades.[10][11]
- George Russell va deixar l'Williams per córrer en la escuderia alemanya Mercedes AMG al lloc de Valtteri Bottas. En seu lloc, el pilot angle-tailandès Alexander Albon s'unirà a l'equip anglès per a aquesta temporada, després d'un any sent reserva de Red Bull i competint en la DTM, de fet, el pilot continuarà relacionat amb l'equip austríac.[12][13]
- Antônio Giovinazzi deixarà l'escuderia Alfa Romeo al final del campionat per córrer en la Fórmula E en la pròxima temporada, i en seu lloc, s'estrenarà en la Fórmula 1 el pilot Guanyu Zhou, primer xinès que competirà en la categoria. Zhou ve de competir tres temporades en la Fórmula 2.[14][15]
- Després de l'inici del conflicte bèl·lic entre Rússia i Ucraïna i de la rescissió del contracte del patrocinador rus de l'escuderia Haas, va comportar treure del seu seient a Nikita Mazepin.[16] L'expilot d'aquesta escuderia Kevin Magnussen ocupà el seu lloc.[17]

### Canvis de motors
- El fabricant de motors Honda, proveïdora de les equips Red Bull i Alpha Tauri, va abandonar la categoria al final de la temporada 2021 després de 7 temporades en seu retorn a la F1, cabent la propietat intel·lectual i la tecnologia del motor assumides per l'equip austríaca, sota el projecte de fabricar les seves pròpies unitats de potència a partir del 2023 amb el nom de Red Bull Powertrains, el fabricant continuarà subministrant motors als dos equips de la franquícia Red Bull aquest any.[18]

### Canvis de escuderies
- L'equip britànic Aston Martin confirma que la petroliera Saudi Aramco serà el seu segon patrocinador titular i ampliarà el seu nom a «Aston Martin Cognizant Aramco Formula One Team».[19]
- Red Bull Racing defineix com a patrocinador principal la multinacional nord-americana Oracle Corporation i aquesta temporada s'anomenarà «Oracle Red Bull Racing».[20]
- Després de finalitzar el seu contracte amb Aston Martin, l'empresa austríaca BWT s'incorpora a Alpine, i l'escuderia francesa es dirà «BWT Alpine F1 Team».[21]
- El 24 de febrer, durant la pretemporada, l'escuderia Haas decideix suspendre temporalment el patrocini amb l'empresa russa de fertilitzants Uralkali pel que fa a la invasió russa d'Ucraïna, tornant al seu nom oficial de «Haas F1 Team».[22]

### Canvis a l'estructura del cap de setmana
- En aquesta temporada, hi havia la possibilitat de córrer sis curses classificatòries, que enguany seran una quarta part de les curses. Les curses d'esprint tindrien lloc a aquests Grans Premis: Bahrain, Emília-Romanya, Canadà, Àustria, Països Baixos i São Paulo. Al febrer fou decidit que els grans premis d'Emilia Romanya, Àustria i São Paulo acolliran les curses de velocitat aquesta temporada[23][24][25]

### Canvis en la direcció de proves
- Michael Masi, que és director de cursa des del 2019, succeint a Charlie Whiting, que va morir abans de la carrera inaugural aquell any, ha estat destituït del seu càrrec després de decisions controvertides la temporada 2021, especialment en el final i decisiu Gran Premi d'Abu Dhabi.[26] En el seu lloc, entra Niels Wittich, que va ser director de curses al DTM i Eduardo Freitas, que és director de curses del Campionat Mundial de Ral·lis, la parella comandarà alternativament amb el suport d'Herbie Blash, que actualment és conseller sènior permanent i ja fou assistent de Charlie Whiting.[27]

## Canvis als Reglaments

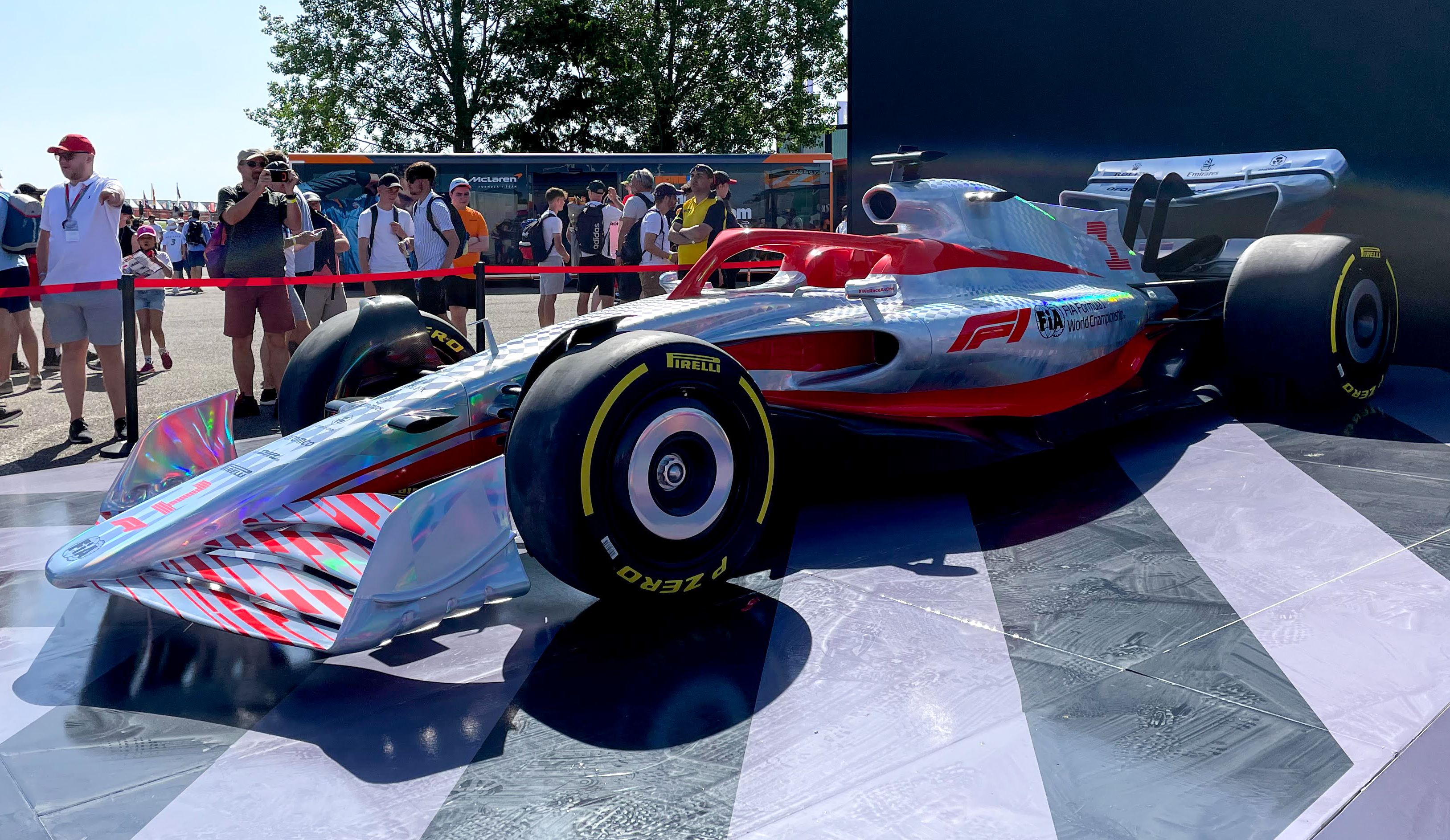
El nou format del cotxe de Fórmula 1 per aquesta temporada, apresentat al GP de Gran Bretanya del 2021.

### Reglaments Tècnics
Inicialment, els canvis del reglament tècnic van ser confirmats per al 2021 amb els equips desenvolupant els seus cotxes al llarg de la temporada 2020, però a causa de la pandèmia de la COVID-19, aquests canvis es van ajornar fins a aquesta temporada. Amb aquest ajornament, la FIA va determinar que els equips tenien prohibit desenvolupar els seus cotxes 2022 durant l'any 2020.
Els pilots van ser consultats sobre el desenvolupament d'aquesta nova normativa tècnica, que van ser escrites deliberadament per ser restrictives, per tal d'evitar que els equips desenvolupin dissenys radicals que limitarien la capacitat d'avançament dels pilots. Per ser més rigorosos en evitar buits en el reglament tècnic, la FIA va crear un grup de treball especialitzat, amb l'objectiu d'identificar i tancar llacunes en el reglament abans de la seva publicació, amb això es pretenia evitar que qualsevol equip tingués un cotxe dominant, i l'objectiu és fer les temporades següents amb més disputa entre els equips, de la mateixa manera que millora l'estètica dels monoplaces. Aquesta filosofia és un dels principals objectius d'aquesta nova normativa. L'experimentat dissenyador de cotxes de l'Red Bull Racing Adrian Newey va assenyalar que els canvis en la normativa van ser els canvis més significatius a la Fórmula 1 des de la temporada 1982.

#### Aerodinàmica i carrosseria
Els reglaments tècnics van reutilitzar l'ús d'efecte de terra per primera vegada des de quan van ser prohibits en els anys 80. Això coincidirà amb una simplificació de la carrosseria, tornant part inferior del cotxe la font principal d'adherència aerodinàmica. Això pretén reduir l'aire turbulent després dels cotxes per permetre als conductors seguir-se més de prop, mantenint un nivell de força aerodinàmica similar en comparació amb anys anteriors.

#### Motors
Les especificacions del motor V6 turbocompressors, en la Fórmula 1 des del 2014, esperaven ser canviats aquesta temporada amb el nou reglament. Les discussions sobre els reglaments de motors per 2021 s'iniciaren el 2017 i finalitzaren el maig de 2018. La reglamentació proposada fou eliminar la Unitat de Recuperació de Calor (MGU-K), per simplificar la tecnologia utilitzada al motor alhora que augmentava el límit de velocitat màxim en 3000 rpm. Altres propostes anomenades "plug-and-play" veurien els proveïdors de motors obligats per reglament a fer els components individuals del motor universalment compatibles, permetent als equips obtenir els seus components de diversos proveïdors.
Els fabricants també estaran subjectes a una regulació similar sobre els materials disponibles comercialment, ja que els constructors de xassís estaran subjectes a partir del 2021. Les propostes estan dissenyades per simplificar la tecnologia del motor i fer que l'esport sigui més atractiu per als nous participants. Tanmateix, com que cap nou proveïdor d'unitats de potència s'ha compromès a entrar en l'esport a partir del 2022, els proveïdors existents han proposat mantenir la fórmula de la unitat de potència existent per intentar reduir els costos globals de desenvolupament.
El sistema de quotes per als components de les unitats de potència continuarà el 2022, amb els equips que rebran un nombre limitat de components individuals que es poden utilitzar abans d'incórrer en una penalització. El sistema d'escapament s'afegirà a la llista de components, amb equips autoritzats a utilitzar un màxim de sis durant tot el campionat.
Degut a situació econòmica relacionada a pandèmia de COVID-19 i la sortida dels motors Honda de la categoria, l'organització de la Fórmula 1 aprova el congelament del desenvolupament dels motors a partir d'aquesta temporada, amb finalització entre 2025/26, quan comptarà amb els nous reglaments dels motors.

#### Components padronitzats
La categoria té la intenció d'introduir una gamma de components estandarditzats a partir del 2022, amb regulacions que exigeixen que els components estàndard estiguin en vigor el 2024, incloent entre ells, la caixa del canvi i el sistema de combustible. Alguns components aerodinàmics, com la safata que es troba davant del pis del cotxe, també seran estandarditzats per limitar la capacitat dels equips per desenvolupar l'aquesta àrea i obtenir un avantatge competitiu. Les peces individuals seran ordenats com una manera d'aclarir les regles que les envolten:
- Peces Listats es refereix a les peces del cotxe que els equips han de dissenyar ells mateixos.
- Peces Padronizats és el nom que es dona a les peces d'automòbil que tots els equips han d'utilitzar, incloses les llantes de les rodes i els equips utilitzaran a les parades de boxes.
- Peces Transferibles són peces que un equip pot desenvolupar i vendre a un altre equip, com la caixa de canvis i l'embragatge.
- Peces Prescrites són peces que els equips han de desenvolupar d'acord amb un conjunt de normes prescriptives. Les peces prescrites inclouen llantes i aerodinàmica de les rodes.
- Peces de Codi Obert poden ser desenvolupats col·lectivament per equips i vendre-les als clients. Els volants i el mecanisme DRS apareixen com a peces de codi obert.

El sistema de categorització de peces es va introduir per permetre la llibertat de disseny, ja que la revisió de les regulacions aerodinàmiques era molt prescriptiva.

El neumátic de 18 polzades que serà utilitzat en 2022.

#### Neumàtics
L'aquesta temporada, fou definit que el format dels pneumàtics seran canviats de 13 (33 cm) per a 18 polzades (46 cm). Inicialment fou proposat la prohibició dels escalfadors de pneumàtics, mantes elèctriques que s'utilitzen per mantenir la temperatura de funcionament ideal dels pneumàtics quan no s'utilitzen, més aquesta decisió fou revertida després que la fornecedora de la categoria Pirelli, estava fermament contra aquesta decisió. Els escalfadors de pneumàtics continuaran sent utilitzats per les equips de la Fórmula 1, amb l'objectiu que els equips els eliminen completament en tres anys.

### Reglaments Financers
Per reduir la separació entre les equips, un sostre pressupostari de les escuderies, qui concerneix totes les despeses excepte els salaris dels pilots i les operacions de màrqueting, és establert. El director esportiu de la Fórmula 1 Ross Brawn explica a l'octubre de 2021:
| « | No tinc cap dubte que el límit pressupostari i el canvi de regles han tingut un impacte positiu en la intensitat del campionat. Un equip ja no pot invertir sense límits, els recursos ara són limitats i els equips també estan centrats en el cotxe per a la temporada 2022, que requereix molt temp i recursos. Encara volem la meritocràcia per dirigir la F1, perquè guanyi el millor equip, però no volem que guanyin només perquè tinguin el pressupost més gran. És un plaer veure com estan canviant les coses. | » |

És establert inicialment a alçada de 175 milions de dòlars per any (per una temporada de 21 Grans Premis), més degut a crisi econòmica lligada a la Pandèmia de COVID-19, fou rellançat els debats al seu ascendent definitiu. Així, el sostre de la temporada 2021 que fou de 145 milions de dòlars, és rebaixat a 140 milions l'any 2022 i amb a continuació de 135 milions entre 2023 a 2025.

### Reglaments Esportius

#### Sistema de puntuació per a curses escurçades
Després de la polèmica sobre la puntuació al GP de Bèlgica del 2021, es va canviar el sistema de puntuació d'aquest tipus de curses escurçades. Així queda la nova normativa:
- No s'atorgaran punts tret que s'hagin completat un mínim de dues voltes en condicions de bandera verda.
- Si es completen més de dues voltes però menys del 25% de la distància programada de la cursa, els punts s'atorgaran sobre una base de 6–4–3–2–1 als 5 primers.
- Si es completa entre el 25% i el 50% de la distància de la cursa programada, els punts s'atorgaran sobre una base de 13–10–8–6–5–4–3–2–1 per als 9 primers.
- Si es completa entre el 50% i el 75% de la distància de cursa programada, els punts s'atorgaran sobre una base de 19–14–12–9–8–6–5–3–2–1 per als 10 primers.
- Si s'ha completat més del 75% de la distància de cursa programada, s'atorgaran punts complets.[43]

Els criteris anteriors havien estat vigents durant més de 40 anys abans del canvi, sent que l'últim canvi fou en les temporades 1977 i 1980.

## Calendari de presentacions
El calendari de presentacions dels cotxes per a la temporada 2022 serà el següent:
| Escuderia    | Xassís | Imatge | Data         | Lloc      | Escuderia | Xassís | Imatge | Data         | Lloc        |
| ------------ | ------ | ------ | ------------ | --------- | --------- | ------ | ------ | ------------ | ----------- |
| Alfa Romeo   | C40    |        | 27 de Febrer | En línia  | Haas      | VF-22  |        | 4 de Febrer  | En línia    |
| AlphaTauri   | AT03   |        | 14 de Febrer | Faenza    | McLaren   | MCL36  |        | 11 de Febrer | Woking      |
| Alpine       | A522   |        | 21 de Febrer | Montmeló  | Mercedes  | W13    |        | 18 de Febrer | Silverstone |
| Aston Martin | AMR22  |        | 10 de Febrer | Gaydon    | Red Bull  | RB18   |        | 9 de Febrer  | En línia    |
| Ferrari      | F1-75  |        | 17 de Febrer | Maranello | Williams  | FW44   |        | 15 de Febrer | En línia    |

## Pretemporada
L'inici de pretemporada es fa va fer al Circuit de Montmeló entre els dies 23 a 25 de febrer del 2022 i continuà al Circuit de Bahrain entre els dies 10 a 12 de març, sent 6 dies de proves dels cotxes. La pretemporada a Barcelona no va tenir cobertura televisiva i no fou oberta al públic, només mostrant els millors temps dels cotxes en els tres primers dies, mentre que els tres últims dies a Bahrain rebran cobertura televisiva i la presència del públic.
| Circuit                                             | Mapa del circuit | Resultats    | Resultats | Resultats        | Resultats        | Resultats | Resultats    | Resultats | Resultats |
| --------------------------------------------------- | ---------------- | ------------ | --------- | ---------------- | ---------------- | --------- | ------------ | --------- | --------- |
| Circuit de Barcelona-Catalunya Longitud: 4,675 km   |                  | Data         | Data      | Núm              | Pilot            | Escuderia | Millor temps | Neu.      | Voltes    |
| Circuit de Barcelona-Catalunya Longitud: 4,675 km   | Dia 1            | 23 de febrer | 4         | Lando Norris     | McLaren-Mercedes | 1:19.568  | T            | 103       |           |
| Circuit de Barcelona-Catalunya Longitud: 4,675 km   | Dia 2            | 24 de febrer | 16        | Charles Leclerc  | Ferrari          | 1:19.689  | M            | 79        |           |
| Circuit de Barcelona-Catalunya Longitud: 4,675 km   | Dia 3            | 25 de febrer | 44        | Lewis Hamilton   | Mercedes         | 1:19.138  | T            | 94        |           |
| Circuit Internacional de Bahrain Longitud: 5,412 km |                  | Data         | Data      | Núm              | Pilot            | Escuderia | Millor temps | Neu.      | Voltes    |
| Circuit Internacional de Bahrain Longitud: 5,412 km | Dia 1            | 10 de març   | 10        | Pierre Gasly     | AlphaTauri-RBPT  | 1:33.902  | T            | 103       |           |
| Circuit Internacional de Bahrain Longitud: 5,412 km | Dia 2            | 11 de març   | 55        | Carlos Sainz Jr. | Ferrari          | 1:33.532  | T            | 60        |           |
| Circuit Internacional de Bahrain Longitud: 5,412 km | Dia 3            | 12 de març   | 1         | Max Verstappen   | Red Bull-RBPT    | 1:31.720  | T            | 53        |           |

## Calendari
El calendari provisional va ser divulgat en 15 d'octubre del 2021 i constarà de 23 curses, sent la temporada amb més curses, va començar al cap de setmana a 20 de març al Bahrain i finalitzarà en Abu Dhabi al 20 de novembre. La novetat serà la inclusió del Gran Premi de Miami, amb la seva primera cursa per a aquest any, serà realitzat al circuit de rua al voltant del Hard Rock Stadium.
| Ronda                | Gran Premi                       | Circuit                                      | Data           |
| -------------------- | -------------------------------- | -------------------------------------------- | -------------- |
| 1                    | Gran Premi de Bahrain            | Circuit de Bahrain, Sakhir                   | 20 de març     |
| 2                    | Gran Premi de l'Aràbia Saudita   | Circuit urbà de Jiddah, Jiddah               | 27 de març     |
| 3                    | Gran Premi d'Austràlia           | Circuit d'Albert Park, Melbourne             | 10 d'abril     |
| 4                    | Gran Premi de l'Emília-Romanya   | Circuit d'Enzo i Dino Ferrari, Imola         | 24 d'abril     |
| 5                    | Gran Premi de Miami              | Circuit urbà de Miami, Miami                 | 8 de maig      |
| 6                    | Gran Premi d'Espanya             | Circuit de Barcelona-Catalunya, Montmeló     | 22 de maig     |
| 7                    | Gran Premi de Mònaco             | Circuit de Mònaco, Montecarlo                | 29 de maig     |
| 8                    | Gran Premi de l'Azerbaidjan      | Circuit urbà de Bakú, Bakú                   | 12 de juny     |
| 9                    | Gran Premi del Canadà            | Circuit Gilles Villeneuve, Mont-real         | 19 de juny     |
| 10                   | Gran Premi de la Gran Bretanya   | Circuit de Silverstone, Silverstone          | 3 de juliol    |
| 11                   | Gran Premi d'Àustria             | Red Bull Ring, Spielberg                     | 10 de juliol   |
| 13                   | Gran Premi de França             | Circuit Paul Ricard, Lo Castelet             | 24 de juliol   |
| 12                   | Gran Premi d'Hongria             | Hungaroring, Mogyoród                        | 31 de juliol   |
| 14                   | Gran Premi de Bèlgica            | Circuit de Spa-Francorchamps, Spa            | 28 d'agost     |
| 15                   | Gran Premi dels Països Baixos    | Circuit de Zandvoort, Zandvoort              | 4 de setembre  |
| 16                   | Gran Premi d'Itàlia              | Autodromo Nazionale di Monza, Monza          | 11 de setembre |
| 17                   | A definir                        | A definir                                    | 25 de setembre |
| 18                   | Gran Premi de Singapur           | Circuit urbà de Marina Bay, Singapur         | 2 d'octubre    |
| 19                   | Gran Premi del Japó              | Circuito de Suzuka, Suzuka                   | 9 d'octubre    |
| 20                   | Gran Premi dels Estats Units     | Circuit de les Amèriques, Austin             | 23 d'octubre   |
| 21                   | Gran Premi de la Ciutat de Mèxic | Autòdrom Hermanos Rodríguez, Ciutat de Mèxic | 30 d'octubre   |
| 22                   | Gran Premi de São Paulo          | Circuit d'Interlagos, São Paulo              | 13 de novembre |
| 23                   | Gran Premi d'Abu Dhabi           | Circuit Yas Marina, Abu Dhabi                | 20 de novembre |
| Carreres cancel·lats |                                  |                                              |                |
|                      | Gran Premi de la Xina            | Circuit Internacional de Xangai, Xangai      | [ 6 ]          |
|                      | Gran Premi de Qatar              | Circuit de Losail, Lusail                    | [ 7 ]          |
|                      | Gran Premi de Rússia             | Circuit urbà de Sotxi, Sotxi                 | 25 de setembre |
| Font                 |                                  |                                              |                |

Els països que acullen els Grans Premis en 2022 estan acolorits de verd, amb la localització del circuit assenyalada amb un punt negre; els països que han acollit un Gran Premi alguna vegada estan acolorits de gris fosc.

Segueix a continuació, les curses que estan sota contracte per 2021, més no per 2022.
| Ronda | Gran Premi             | Circuit                           | Ref |
| ----- | ---------------------- | --------------------------------- | --- |
| 1     | Gran Premi d'Estíria   | Red Bull Ring, Spielberg          |     |
| 2     | Gran Premi de Portugal | Circuit d'Algarve, Portimão       |     |
| 3     | Gran Premi de Turquia  | Circuit d'Istanbul Park, Istanbul |     |

## Pneumàtics
| Nom del compost | Color | Color | Banda de rodadura    | Condicions de circulació | Tipus del compost | Adherència       | Longevitat    |
| --------------- | ----- | ----- | -------------------- | ------------------------ | ----------------- | ---------------- | ------------- |
| Tou             | T     |       | Llis (P Zero™)       | Seco                     | Tou               | Més adherència   | Menys durador |
| Mitjà           | M     |       | Llis (P Zero™)       | Seco                     | Mitjà             | Mitjana          | Mitjana       |
| Dur             | D     |       | Llis (P Zero™)       | Seco                     | Dur               | Menys adherència | Més durador   |
| Intermedi       | I     |       | Canales (Cinturato™) | Mullat                   | Intermedi         |                  |               |
| De pluja        | P     |       | Canales (Cinturato™) | Mullat                   | De pluja          |                  |               |

| Identificador | Adherència   | Durabilitat  |
| ------------- | ------------ | ------------ |
| C1            | La més baixa | La més alta  |
| C2            | Baixa        | Alta         |
| C3            | Mitja        | Mitja        |
| C4            | Alta         | Baixa        |
| C5            | La més alta  | La més baixa |

| Compost | BHR | ARA | AUS | EMR | MIA | ESP | MON | AZE | CAN | GBR | AUT | FRA | HON | BEL | PBA | ITA | SIN | JPN | USA | MEX | BRA | ABU |
| ------- | --- | --- | --- | --- | --- | --- | --- | --- | --- | --- | --- | --- | --- | --- | --- | --- | --- | --- | --- | --- | --- | --- |
| Dur     | C1  | C2  | C2  | C2  | C2  | C1  | C3  | C3  | C3  | C1  | C3  | C2  | C2  | C2  | C1  | C2  | C3  | C1  | C2  | C2  | C2  | C3  |
| Mitjà   | C2  | C3  | C3  | C3  | C3  | C2  | C4  | C4  | C4  | C2  | C4  | C3  | C3  | C3  | C2  | C3  | C4  | C2  | C3  | C3  | C3  | C4  |
| Tou     | C3  | C4  | C5  | C4  | C4  | C3  | C5  | C5  | C5  | C3  | C5  | C4  | C4  | C4  | C3  | C4  | C5  | C3  | C4  | C4  | C4  | C5  |

Font:  Pirelli.

## Resultats per Gran Premi
| Ronda | Data                            | Gran Premi | Mapa del circuit     | Resultats                   | Resultats        | Resultats                   | Resultats        |
| ----- | ------------------------------- | --- | -------------------- | --------------------------- | ---------------- | --------------------------- | ---------------- |
| 1     | 18, 19 i 20 de març             | Gran Premi de Bahrain · Circuit Internacional de Bahrain · Longitud: 5,412 km · Voltes: 57 · Distància de la cursa: 308,238 km · Guanyador 2021: · Lewis Hamilton - Mercedes        |                      | Lliures 1                   | Pierre Gasly     | Guanyador                   | Charles Leclerc  |
| 1     | 18, 19 i 20 de març             | Gran Premi de Bahrain · Circuit Internacional de Bahrain · Longitud: 5,412 km · Voltes: 57 · Distància de la cursa: 308,238 km · Guanyador 2021: · Lewis Hamilton - Mercedes        | Lliures 2            | Max Verstappen              | 2n lloc          | Carlos Sainz Jr.            |                  |
| 1     | 18, 19 i 20 de març             | Gran Premi de Bahrain · Circuit Internacional de Bahrain · Longitud: 5,412 km · Voltes: 57 · Distància de la cursa: 308,238 km · Guanyador 2021: · Lewis Hamilton - Mercedes        | Lliures 3            | Max Verstappen              | 3r lloc          | Lewis Hamilton              |                  |
| 1     | 18, 19 i 20 de març             | Gran Premi de Bahrain · Circuit Internacional de Bahrain · Longitud: 5,412 km · Voltes: 57 · Distància de la cursa: 308,238 km · Guanyador 2021: · Lewis Hamilton - Mercedes        | Pole position        | Charles Leclerc (1:30.558)  | Volta ràpida     | Charles Leclerc (1:34.570)  |                  |
| 1     | 18, 19 i 20 de març             | Gran Premi de Bahrain · Circuit Internacional de Bahrain · Longitud: 5,412 km · Voltes: 57 · Distància de la cursa: 308,238 km · Guanyador 2021: · Lewis Hamilton - Mercedes        | Resultats complets   |                             |                  |                             |                  |
| 2     | 25, 26 i 27 de març             | Gran Premi de l'Aràbia Saudita · Circuit urbà de Jiddah · Longitud: 6,174 km · Voltes: 50 · Distància de la cursa: 308,450 km · Guanyador 2021: · Lewis Hamilton - Mercedes         |                      | Lliures 1                   | Charles Leclerc  | Guanyador                   | Max Verstappen   |
| 2     | 25, 26 i 27 de març             | Gran Premi de l'Aràbia Saudita · Circuit urbà de Jiddah · Longitud: 6,174 km · Voltes: 50 · Distància de la cursa: 308,450 km · Guanyador 2021: · Lewis Hamilton - Mercedes         | Lliures 2            | Charles Leclerc             | 2n lloc          | Charles Leclerc             |                  |
| 2     | 25, 26 i 27 de març             | Gran Premi de l'Aràbia Saudita · Circuit urbà de Jiddah · Longitud: 6,174 km · Voltes: 50 · Distància de la cursa: 308,450 km · Guanyador 2021: · Lewis Hamilton - Mercedes         | Lliures 3            | Charles Leclerc             | 3r lloc          | Carlos Sainz Jr.            |                  |
| 2     | 25, 26 i 27 de març             | Gran Premi de l'Aràbia Saudita · Circuit urbà de Jiddah · Longitud: 6,174 km · Voltes: 50 · Distància de la cursa: 308,450 km · Guanyador 2021: · Lewis Hamilton - Mercedes         | Pole position        | Sergio Pérez (1:28.200)     | Volta ràpida     | Charles Leclerc (1:31.634)  |                  |
| 2     | 25, 26 i 27 de març             | Gran Premi de l'Aràbia Saudita · Circuit urbà de Jiddah · Longitud: 6,174 km · Voltes: 50 · Distància de la cursa: 308,450 km · Guanyador 2021: · Lewis Hamilton - Mercedes         | Resultats complets   |                             |                  |                             |                  |
| 3     | 8, 9 i 10 d'abril               | Gran Premi d'Austràlia · Circuit d'Albert Park · Longitud: 5,303 km · Voltes: 58 · Distància de la cursa: 307,574 km · Guanyador 2021: · No va ser disputat                         |                      | Lliures 1                   | Carlos Sainz Jr. | Guanyador                   | Charles Leclerc  |
| 3     | 8, 9 i 10 d'abril               | Gran Premi d'Austràlia · Circuit d'Albert Park · Longitud: 5,303 km · Voltes: 58 · Distància de la cursa: 307,574 km · Guanyador 2021: · No va ser disputat                         | Lliures 2            | Charles Leclerc             | 2n lloc          | Sergio Pérez                |                  |
| 3     | 8, 9 i 10 d'abril               | Gran Premi d'Austràlia · Circuit d'Albert Park · Longitud: 5,303 km · Voltes: 58 · Distància de la cursa: 307,574 km · Guanyador 2021: · No va ser disputat                         | Lliures 3            | Lando Norris                | 3r lloc          | George Russell              |                  |
| 3     | 8, 9 i 10 d'abril               | Gran Premi d'Austràlia · Circuit d'Albert Park · Longitud: 5,303 km · Voltes: 58 · Distància de la cursa: 307,574 km · Guanyador 2021: · No va ser disputat                         | Pole position        | Charles Leclerc (1:17.868)  | Volta ràpida     | Charles Leclerc (1:20.260)  |                  |
| 3     | 8, 9 i 10 d'abril               | Gran Premi d'Austràlia · Circuit d'Albert Park · Longitud: 5,303 km · Voltes: 58 · Distància de la cursa: 307,574 km · Guanyador 2021: · No va ser disputat                         | Resultats complets   |                             |                  |                             |                  |
| 4     | 22, 23 i 24 d'abril             | Gran Premi de l'Emília-Romanya · Autodromo Enzo e Dino Ferrari · Longitud: 4,909 km · Voltes: 63 · Distància de la cursa: 309,049 km · Guanyador 2021: · Max Verstappen - Red Bull  |                      | Lliures 1                   | Charles Leclerc  | Guanyador                   | Max Verstappen   |
| 4     | 22, 23 i 24 d'abril             | Gran Premi de l'Emília-Romanya · Autodromo Enzo e Dino Ferrari · Longitud: 4,909 km · Voltes: 63 · Distància de la cursa: 309,049 km · Guanyador 2021: · Max Verstappen - Red Bull  | Pole Position sprint | Max Verstappen (1:27.999)   | 2n lloc          | Sergio Pérez                |                  |
| 4     | 22, 23 i 24 d'abril             | Gran Premi de l'Emília-Romanya · Autodromo Enzo e Dino Ferrari · Longitud: 4,909 km · Voltes: 63 · Distància de la cursa: 309,049 km · Guanyador 2021: · Max Verstappen - Red Bull  | Lliures 2            | George Russell              | 3r lloc          | Lando Norris                |                  |
| 4     | 22, 23 i 24 d'abril             | Gran Premi de l'Emília-Romanya · Autodromo Enzo e Dino Ferrari · Longitud: 4,909 km · Voltes: 63 · Distància de la cursa: 309,049 km · Guanyador 2021: · Max Verstappen - Red Bull  | Guanyador Sprint     | Max Verstappen              | Volta ràpida     | Max Verstappen (1:18.446)   |                  |
| 4     | 22, 23 i 24 d'abril             | Gran Premi de l'Emília-Romanya · Autodromo Enzo e Dino Ferrari · Longitud: 4,909 km · Voltes: 63 · Distància de la cursa: 309,049 km · Guanyador 2021: · Max Verstappen - Red Bull  | Resultats complets   |                             |                  |                             |                  |
| 4     | 6, 7 i 8 de maig                | Gran Premi de Miami · Circuit urbà de Miami · Longitud: 5,410 km · Voltes: 57 · Distància de la cursa: 308,370 km · Guanyador 2021: · Primera edició                                |                      | Lliures 1                   | Charles Leclerc  | Guanyador                   | Max Verstappen   |
| 4     | 6, 7 i 8 de maig                | Gran Premi de Miami · Circuit urbà de Miami · Longitud: 5,410 km · Voltes: 57 · Distància de la cursa: 308,370 km · Guanyador 2021: · Primera edició                                | Lliures 2            | George Russell              | 2n lloc          | Charles Leclerc             |                  |
| 4     | 6, 7 i 8 de maig                | Gran Premi de Miami · Circuit urbà de Miami · Longitud: 5,410 km · Voltes: 57 · Distància de la cursa: 308,370 km · Guanyador 2021: · Primera edició                                | Lliures 3            | Sergio Pérez                | 3r lloc          | Carlos Sainz Jr.            |                  |
| 4     | 6, 7 i 8 de maig                | Gran Premi de Miami · Circuit urbà de Miami · Longitud: 5,410 km · Voltes: 57 · Distància de la cursa: 308,370 km · Guanyador 2021: · Primera edició                                | Pole position        | Charles Leclerc (1:28.796)  | Volta ràpida     | Max Verstappen (1:31.361)   |                  |
| 4     | 6, 7 i 8 de maig                | Gran Premi de Miami · Circuit urbà de Miami · Longitud: 5,410 km · Voltes: 57 · Distància de la cursa: 308,370 km · Guanyador 2021: · Primera edició                                | Resultats complets   |                             |                  |                             |                  |
| 6     | 20, 21 i 22 de maig             | Gran Premi d'Espanya · Circuit de Barcelona-Catalunya · Longitud: 4,675 km · Voltes: 66 · Distància de la cursa: 308,424 km · Guanyador 2021: · Lewis Hamilton - Mercedes           |                      | Lliures 1                   | Charles Leclerc  | Guanyador                   | Max Verstappen   |
| 6     | 20, 21 i 22 de maig             | Gran Premi d'Espanya · Circuit de Barcelona-Catalunya · Longitud: 4,675 km · Voltes: 66 · Distància de la cursa: 308,424 km · Guanyador 2021: · Lewis Hamilton - Mercedes           | Lliures 2            | Charles Leclerc             | 2n lloc          | Sergio Pérez                |                  |
| 6     | 20, 21 i 22 de maig             | Gran Premi d'Espanya · Circuit de Barcelona-Catalunya · Longitud: 4,675 km · Voltes: 66 · Distància de la cursa: 308,424 km · Guanyador 2021: · Lewis Hamilton - Mercedes           | Lliures 3            | Charles Leclerc             | 3r lloc          | George Russell              |                  |
| 6     | 20, 21 i 22 de maig             | Gran Premi d'Espanya · Circuit de Barcelona-Catalunya · Longitud: 4,675 km · Voltes: 66 · Distància de la cursa: 308,424 km · Guanyador 2021: · Lewis Hamilton - Mercedes           | Pole position        | Charles Leclerc (1:18.750)  | Volta ràpida     | Sergio Pérez (1:24.108)     |                  |
| 6     | 20, 21 i 22 de maig             | Gran Premi d'Espanya · Circuit de Barcelona-Catalunya · Longitud: 4,675 km · Voltes: 66 · Distància de la cursa: 308,424 km · Guanyador 2021: · Lewis Hamilton - Mercedes           | Resultats complets   |                             |                  |                             |                  |
| 7     | 27, 28 i 29 de maig             | Gran Premi de Mònaco · Circuit de Mònaco · Longitud: 3,337 km · Voltes: 78 · Distància de la cursa: 260,286 km · Guanyador 2021: · Max Verstappen - Red Bull                        |                      | Lliures 1                   | Charles Leclerc  | Guanyador                   | Sergio Pérez     |
| 7     | 27, 28 i 29 de maig             | Gran Premi de Mònaco · Circuit de Mònaco · Longitud: 3,337 km · Voltes: 78 · Distància de la cursa: 260,286 km · Guanyador 2021: · Max Verstappen - Red Bull                        | Lliures 2            | Charles Leclerc             | 2n lloc          | Carlos Sainz Jr.            |                  |
| 7     | 27, 28 i 29 de maig             | Gran Premi de Mònaco · Circuit de Mònaco · Longitud: 3,337 km · Voltes: 78 · Distància de la cursa: 260,286 km · Guanyador 2021: · Max Verstappen - Red Bull                        | Lliures 3            | Sergio Pérez                | 3r lloc          | Max Verstappen              |                  |
| 7     | 27, 28 i 29 de maig             | Gran Premi de Mònaco · Circuit de Mònaco · Longitud: 3,337 km · Voltes: 78 · Distància de la cursa: 260,286 km · Guanyador 2021: · Max Verstappen - Red Bull                        | Pole position        | Charles Leclerc (1:18.750)  | Volta ràpida     | Lando Norris (1:14.693)     |                  |
| 7     | 27, 28 i 29 de maig             | Gran Premi de Mònaco · Circuit de Mònaco · Longitud: 3,337 km · Voltes: 78 · Distància de la cursa: 260,286 km · Guanyador 2021: · Max Verstappen - Red Bull                        | Resultats complets   |                             |                  |                             |                  |
| 8     | 10, 11 i 12 de juny             | Gran Premi de l'Azerbaidjan · Circuit urbà de Bakú · Longitud: 6,003 km · Voltes: 51 · Distància de la cursa: 306,049 km · Guanyador 2021: · Sergio Pérez - Red Bull                |                      | Lliures 1                   | Sergio Pérez     | Guanyador                   | Max Verstappen   |
| 8     | 10, 11 i 12 de juny             | Gran Premi de l'Azerbaidjan · Circuit urbà de Bakú · Longitud: 6,003 km · Voltes: 51 · Distància de la cursa: 306,049 km · Guanyador 2021: · Sergio Pérez - Red Bull                | Lliures 2            | Charles Leclerc             | 2n lloc          | Sergio Pérez                |                  |
| 8     | 10, 11 i 12 de juny             | Gran Premi de l'Azerbaidjan · Circuit urbà de Bakú · Longitud: 6,003 km · Voltes: 51 · Distància de la cursa: 306,049 km · Guanyador 2021: · Sergio Pérez - Red Bull                | Lliures 3            | Sergio Pérez                | 3r lloc          | George Russell              |                  |
| 8     | 10, 11 i 12 de juny             | Gran Premi de l'Azerbaidjan · Circuit urbà de Bakú · Longitud: 6,003 km · Voltes: 51 · Distància de la cursa: 306,049 km · Guanyador 2021: · Sergio Pérez - Red Bull                | Pole position        | Charles Leclerc (1:18.750)  | Volta ràpida     | Sergio Pérez (1:46.046)     |                  |
| 8     | 10, 11 i 12 de juny             | Gran Premi de l'Azerbaidjan · Circuit urbà de Bakú · Longitud: 6,003 km · Voltes: 51 · Distància de la cursa: 306,049 km · Guanyador 2021: · Sergio Pérez - Red Bull                | Resultats complets   |                             |                  |                             |                  |
| 9     | 17, 18 i 19 de juny             | Gran Premi del Canadà · Circuit Gilles Villeneuve · Longitud: 4,361 km · Voltes: 70 · Distància de la cursa: 305,270 km · Guanyador 2021: · No va ser disputat                      |                      | Lliures 1                   | Max Verstappen   | Guanyador                   | Max Verstappen   |
| 9     | 17, 18 i 19 de juny             | Gran Premi del Canadà · Circuit Gilles Villeneuve · Longitud: 4,361 km · Voltes: 70 · Distància de la cursa: 305,270 km · Guanyador 2021: · No va ser disputat                      | Lliures 2            | Max Verstappen              | 2n lloc          | Carlos Sainz Jr.            |                  |
| 9     | 17, 18 i 19 de juny             | Gran Premi del Canadà · Circuit Gilles Villeneuve · Longitud: 4,361 km · Voltes: 70 · Distància de la cursa: 305,270 km · Guanyador 2021: · No va ser disputat                      | Lliures 3            | Fernando Alonso             | 3r lloc          | Lewis Hamilton              |                  |
| 9     | 17, 18 i 19 de juny             | Gran Premi del Canadà · Circuit Gilles Villeneuve · Longitud: 4,361 km · Voltes: 70 · Distància de la cursa: 305,270 km · Guanyador 2021: · No va ser disputat                      | Pole position        | Max Verstappen (1:27.999)   | Volta ràpida     | Carlos Sainz Jr. (1:31.361) |                  |
| 9     | 17, 18 i 19 de juny             | Gran Premi del Canadà · Circuit Gilles Villeneuve · Longitud: 4,361 km · Voltes: 70 · Distància de la cursa: 305,270 km · Guanyador 2021: · No va ser disputat                      | Resultats complets   |                             |                  |                             |                  |
| 10    | 1, 2 i 3 de juliol              | Gran Premi de la Gran Bretanya · Circuito de Silverstone · Longitud: 5,891 km · Voltes: 52 · Distància de la cursa: 306,198 km · Guanyador 2021: · Lewis Hamilton - Mercedes        |                      | Lliures 1                   | Valtteri Bottas  | Guanyador                   | Carlos Sainz Jr. |
| 10    | 1, 2 i 3 de juliol              | Gran Premi de la Gran Bretanya · Circuito de Silverstone · Longitud: 5,891 km · Voltes: 52 · Distància de la cursa: 306,198 km · Guanyador 2021: · Lewis Hamilton - Mercedes        | Lliures 2            | Carlos Sainz Jr.            | 2n lloc          | Sergio Pérez                |                  |
| 10    | 1, 2 i 3 de juliol              | Gran Premi de la Gran Bretanya · Circuito de Silverstone · Longitud: 5,891 km · Voltes: 52 · Distància de la cursa: 306,198 km · Guanyador 2021: · Lewis Hamilton - Mercedes        | Lliures 3            | Max Verstappen              | 3r lloc          | Lewis Hamilton              |                  |
| 10    | 1, 2 i 3 de juliol              | Gran Premi de la Gran Bretanya · Circuito de Silverstone · Longitud: 5,891 km · Voltes: 52 · Distància de la cursa: 306,198 km · Guanyador 2021: · Lewis Hamilton - Mercedes        | Pole position        | Carlos Sainz Jr. (1:40.983) | Volta ràpida     | Lewis Hamilton(1:30.510)    |                  |
| 10    | 1, 2 i 3 de juliol              | Gran Premi de la Gran Bretanya · Circuito de Silverstone · Longitud: 5,891 km · Voltes: 52 · Distància de la cursa: 306,198 km · Guanyador 2021: · Lewis Hamilton - Mercedes        | Resultats complets   |                             |                  |                             |                  |
| 11    | 8, 9 i 10 de juliol             | Gran Premi d'Àustria · Red Bull Ring · Longitud: 4,318 km · Voltes: 71 · Distància de la cursa: 306,452 km · Guanyador 2021: · Max Verstappen - Red Bull                            |                      | Lliures 1                   | Max Verstappen   | Guanyador                   | Charles Leclerc  |
| 11    | 8, 9 i 10 de juliol             | Gran Premi d'Àustria · Red Bull Ring · Longitud: 4,318 km · Voltes: 71 · Distància de la cursa: 306,452 km · Guanyador 2021: · Max Verstappen - Red Bull                            | Pole Position sprint | Max Verstappen (1:04.984)   | 2n lloc          | Max Verstappen              |                  |
| 11    | 8, 9 i 10 de juliol             | Gran Premi d'Àustria · Red Bull Ring · Longitud: 4,318 km · Voltes: 71 · Distància de la cursa: 306,452 km · Guanyador 2021: · Max Verstappen - Red Bull                            | Lliures 2            | Carlos Sainz Jr.            | 3r lloc          | Lewis Hamilton              |                  |
| 11    | 8, 9 i 10 de juliol             | Gran Premi d'Àustria · Red Bull Ring · Longitud: 4,318 km · Voltes: 71 · Distància de la cursa: 306,452 km · Guanyador 2021: · Max Verstappen - Red Bull                            | Guanyador Sprint     | Max Verstappen              | Volta ràpida     | Max Verstappen (1:07.275)   |                  |
| 11    | 8, 9 i 10 de juliol             | Gran Premi d'Àustria · Red Bull Ring · Longitud: 4,318 km · Voltes: 71 · Distància de la cursa: 306,452 km · Guanyador 2021: · Max Verstappen - Red Bull                            | Resultats complets   |                             |                  |                             |                  |
| 12    | 22, 23 i 24 de juliol           | Gran Premi de França · Circuit Paul Ricard · Longitud: 5,842 km · Voltes: 53 · Distància de la cursa: 309,690 km · Guanyador 2021: · Max Verstappen - Red Bull                      |                      | Lliures 1                   | Charles Leclerc  | Guanyador                   | Max Verstappen   |
| 12    | 22, 23 i 24 de juliol           | Gran Premi de França · Circuit Paul Ricard · Longitud: 5,842 km · Voltes: 53 · Distància de la cursa: 309,690 km · Guanyador 2021: · Max Verstappen - Red Bull                      | Lliures 2            | Carlos Sainz Jr.            | 2n lloc          | Lewis Hamilton              |                  |
| 12    | 22, 23 i 24 de juliol           | Gran Premi de França · Circuit Paul Ricard · Longitud: 5,842 km · Voltes: 53 · Distància de la cursa: 309,690 km · Guanyador 2021: · Max Verstappen - Red Bull                      | Lliures 3            | Max Verstappen              | 3r lloc          | George Russell              |                  |
| 12    | 22, 23 i 24 de juliol           | Gran Premi de França · Circuit Paul Ricard · Longitud: 5,842 km · Voltes: 53 · Distància de la cursa: 309,690 km · Guanyador 2021: · Max Verstappen - Red Bull                      | Pole position        | Charles Leclerc (1:30.872)  | Volta ràpida     | Carlos Sainz Jr. (1:35.781) |                  |
| 12    | 22, 23 i 24 de juliol           | Gran Premi de França · Circuit Paul Ricard · Longitud: 5,842 km · Voltes: 53 · Distància de la cursa: 309,690 km · Guanyador 2021: · Max Verstappen - Red Bull                      | Resultats complets   |                             |                  |                             |                  |
| 13    | 29, 30 i 31 de juliol           | Gran Premi d'Hongria · Hungaroring · Longitud: 4,381 km · Voltes: 70 · Distància de la cursa: 306,630 km · Guanyador 2021: · Esteban Ocon - Alpine                                  |                      | Lliures 1                   | Carlos Sainz Jr. | Guanyador                   | Max Verstappen   |
| 13    | 29, 30 i 31 de juliol           | Gran Premi d'Hongria · Hungaroring · Longitud: 4,381 km · Voltes: 70 · Distància de la cursa: 306,630 km · Guanyador 2021: · Esteban Ocon - Alpine                                  | Lliures 2            | Charles Leclerc             | 2n lloc          | Lewis Hamilton              |                  |
| 13    | 29, 30 i 31 de juliol           | Gran Premi d'Hongria · Hungaroring · Longitud: 4,381 km · Voltes: 70 · Distància de la cursa: 306,630 km · Guanyador 2021: · Esteban Ocon - Alpine                                  | Lliures 3            | Nicholas Latifi             | 3r lloc          | George Russell              |                  |
| 13    | 29, 30 i 31 de juliol           | Gran Premi d'Hongria · Hungaroring · Longitud: 4,381 km · Voltes: 70 · Distància de la cursa: 306,630 km · Guanyador 2021: · Esteban Ocon - Alpine                                  | Pole position        | George Russell(1:17.377)    | Volta ràpida     | Lewis Hamilton(1:21.386)    |                  |
| 13    | 29, 30 i 31 de juliol           | Gran Premi d'Hongria · Hungaroring · Longitud: 4,381 km · Voltes: 70 · Distància de la cursa: 306,630 km · Guanyador 2021: · Esteban Ocon - Alpine                                  | Resultats complets   |                             |                  |                             |                  |
| 14    | 26, 27 i 28 d'agost             | Gran Premi de Bèlgica · Circuit de Spa-Francorchamps · Longitud: 7,004 km · Voltes: 44 · Distància de la cursa: 308,052 km · Guanyador 2021: · Max Verstappen - Red Bull            |                      | Lliures 1                   | Carlos Sainz Jr. | Guanyador                   | Max Verstappen   |
| 14    | 26, 27 i 28 d'agost             | Gran Premi de Bèlgica · Circuit de Spa-Francorchamps · Longitud: 7,004 km · Voltes: 44 · Distància de la cursa: 308,052 km · Guanyador 2021: · Max Verstappen - Red Bull            | Lliures 2            | Max Verstappen              | 2n lloc          | Sergio Pérez                |                  |
| 14    | 26, 27 i 28 d'agost             | Gran Premi de Bèlgica · Circuit de Spa-Francorchamps · Longitud: 7,004 km · Voltes: 44 · Distància de la cursa: 308,052 km · Guanyador 2021: · Max Verstappen - Red Bull            | Lliures 3            | Sergio Pérez                | 3r lloc          | Carlos Sainz Jr.            |                  |
| 14    | 26, 27 i 28 d'agost             | Gran Premi de Bèlgica · Circuit de Spa-Francorchamps · Longitud: 7,004 km · Voltes: 44 · Distància de la cursa: 308,052 km · Guanyador 2021: · Max Verstappen - Red Bull            | Pole position        | Carlos Sainz Jr. (1:44.297) | Volta ràpida     | Max Verstappen (1:49.354)   |                  |
| 14    | 26, 27 i 28 d'agost             | Gran Premi de Bèlgica · Circuit de Spa-Francorchamps · Longitud: 7,004 km · Voltes: 44 · Distància de la cursa: 308,052 km · Guanyador 2021: · Max Verstappen - Red Bull            | Resultats complets   |                             |                  |                             |                  |
| 15    | 2, 3 i 4 de setembre            | Gran Premi dels Països Baixos · Circuit de Zandvoort · Longitud: 4,259 km · Voltes: 72 · Distància de la cursa: 306,648 km · Guanyador 2021: · Max Verstappen - Red Bull            |                      | Lliures 1                   | George Russell   | Guanyador                   | Max Verstappen   |
| 15    | 2, 3 i 4 de setembre            | Gran Premi dels Països Baixos · Circuit de Zandvoort · Longitud: 4,259 km · Voltes: 72 · Distància de la cursa: 306,648 km · Guanyador 2021: · Max Verstappen - Red Bull            | Lliures 2            | Charles Leclerc             | 2n lloc          | George Russell              |                  |
| 15    | 2, 3 i 4 de setembre            | Gran Premi dels Països Baixos · Circuit de Zandvoort · Longitud: 4,259 km · Voltes: 72 · Distància de la cursa: 306,648 km · Guanyador 2021: · Max Verstappen - Red Bull            | Lliures 3            | Charles Leclerc             | 3r lloc          | Charles Leclerc             |                  |
| 15    | 2, 3 i 4 de setembre            | Gran Premi dels Països Baixos · Circuit de Zandvoort · Longitud: 4,259 km · Voltes: 72 · Distància de la cursa: 306,648 km · Guanyador 2021: · Max Verstappen - Red Bull            | Pole position        | Max Verstappen (1:10.342)   | Volta ràpida     | Max Verstappen (1:13.652)   |                  |
| 15    | 2, 3 i 4 de setembre            | Gran Premi dels Països Baixos · Circuit de Zandvoort · Longitud: 4,259 km · Voltes: 72 · Distància de la cursa: 306,648 km · Guanyador 2021: · Max Verstappen - Red Bull            | Resultats complets   |                             |                  |                             |                  |
| 16    | 9, 10 i 11 de setembre          | Gran Premi d'Itàlia · Autodromo Nazionale di Monza · Longitud: 5,793 km · Voltes: 53 · Distància de la cursa: 306,720 km · Guanyador 2021: · Daniel Ricciardo - Mclaren             |                      | Lliures 1                   | Charles Leclerc  | Guanyador                   | Max Verstappen   |
| 16    | 9, 10 i 11 de setembre          | Gran Premi d'Itàlia · Autodromo Nazionale di Monza · Longitud: 5,793 km · Voltes: 53 · Distància de la cursa: 306,720 km · Guanyador 2021: · Daniel Ricciardo - Mclaren             | Lliures 2            | Carlos Sainz Jr.            | 2n lloc          | Charles Leclerc             |                  |
| 16    | 9, 10 i 11 de setembre          | Gran Premi d'Itàlia · Autodromo Nazionale di Monza · Longitud: 5,793 km · Voltes: 53 · Distància de la cursa: 306,720 km · Guanyador 2021: · Daniel Ricciardo - Mclaren             | Lliures 3            | Max Verstappen              | 3r lloc          | George Russell              |                  |
| 16    | 9, 10 i 11 de setembre          | Gran Premi d'Itàlia · Autodromo Nazionale di Monza · Longitud: 5,793 km · Voltes: 53 · Distància de la cursa: 306,720 km · Guanyador 2021: · Daniel Ricciardo - Mclaren             | Pole position        | Charles Leclerc (1:20.161)  | Volta ràpida     | Sergio Pérez (1:24.030)     |                  |
| 16    | 9, 10 i 11 de setembre          | Gran Premi d'Itàlia · Autodromo Nazionale di Monza · Longitud: 5,793 km · Voltes: 53 · Distància de la cursa: 306,720 km · Guanyador 2021: · Daniel Ricciardo - Mclaren             | Resultats complets   |                             |                  |                             |                  |
| 17    | 30 de setembre, 1 i 2 d'octubre | Gran Premi de Singapur · Circuit urbà de Marina Bay · Longitud: 5,063 km · Voltes: 61 · Distància de la cursa: 308,706 km · Guanyador 2021: · No va ser disputat                    |                      | Lliures 1                   | Lewis Hamilton   | Guanyador                   | Sergio Pérez     |
| 17    | 30 de setembre, 1 i 2 d'octubre | Gran Premi de Singapur · Circuit urbà de Marina Bay · Longitud: 5,063 km · Voltes: 61 · Distància de la cursa: 308,706 km · Guanyador 2021: · No va ser disputat                    | Lliures 2            | Carlos Sainz Jr.            | 2n lloc          | Charles Leclerc             |                  |
| 17    | 30 de setembre, 1 i 2 d'octubre | Gran Premi de Singapur · Circuit urbà de Marina Bay · Longitud: 5,063 km · Voltes: 61 · Distància de la cursa: 308,706 km · Guanyador 2021: · No va ser disputat                    | Lliures 3            | Charles Leclerc             | 3r lloc          | Carlos Sainz Jr.            |                  |
| 17    | 30 de setembre, 1 i 2 d'octubre | Gran Premi de Singapur · Circuit urbà de Marina Bay · Longitud: 5,063 km · Voltes: 61 · Distància de la cursa: 308,706 km · Guanyador 2021: · No va ser disputat                    | Pole position        | Charles Leclerc (1:49.412)  | Volta ràpida     | George Russell (1:46.458)   |                  |
| 17    | 30 de setembre, 1 i 2 d'octubre | Gran Premi de Singapur · Circuit urbà de Marina Bay · Longitud: 5,063 km · Voltes: 61 · Distància de la cursa: 308,706 km · Guanyador 2021: · No va ser disputat                    | Resultats complets   |                             |                  |                             |                  |
| 18    | 7, 8 i 9 d'octubre              | Gran Premi del Japó · Circuit de Suzuka · Longitud: 5,807 km · Voltes: 53 · Distància de la cursa: 307,471 km · Guanyador 2021: · No va ser disputat                                |                      | Lliures 1                   | Fernando Alonso  | Guanyador                   | Max Verstappen   |
| 18    | 7, 8 i 9 d'octubre              | Gran Premi del Japó · Circuit de Suzuka · Longitud: 5,807 km · Voltes: 53 · Distància de la cursa: 307,471 km · Guanyador 2021: · No va ser disputat                                | Lliures 2            | George Russell              | 2n lloc          | Sergio Pérez                |                  |
| 18    | 7, 8 i 9 d'octubre              | Gran Premi del Japó · Circuit de Suzuka · Longitud: 5,807 km · Voltes: 53 · Distància de la cursa: 307,471 km · Guanyador 2021: · No va ser disputat                                | Lliures 3            | Max Verstappen              | 3r lloc          | Charles Leclerc             |                  |
| 18    | 7, 8 i 9 d'octubre              | Gran Premi del Japó · Circuit de Suzuka · Longitud: 5,807 km · Voltes: 53 · Distància de la cursa: 307,471 km · Guanyador 2021: · No va ser disputat                                | Pole position        | Max Verstappen (1:29.304)   | Volta ràpida     | Guanyu Zhou · (1:44.411)    |                  |
| 18    | 7, 8 i 9 d'octubre              | Gran Premi del Japó · Circuit de Suzuka · Longitud: 5,807 km · Voltes: 53 · Distància de la cursa: 307,471 km · Guanyador 2021: · No va ser disputat                                | Resultats complets   |                             |                  |                             |                  |
| 19    | 21, 22 i 23 d'octubre           | Gran Premi dels Estats Units · Circuit de les Amèriques · Longitud: 5,513 km · Voltes: 56 · Distància de la cursa: 308,405 km · Guanyador 2021: · Max Verstappen - Red Bull         |                      | Lliures 1                   | Carlos Sainz Jr. | Guanyador                   | Max Verstappen   |
| 19    | 21, 22 i 23 d'octubre           | Gran Premi dels Estats Units · Circuit de les Amèriques · Longitud: 5,513 km · Voltes: 56 · Distància de la cursa: 308,405 km · Guanyador 2021: · Max Verstappen - Red Bull         | Lliures 2            | Charles Leclerc             | 2n lloc          | Lewis Hamilton              |                  |
| 19    | 21, 22 i 23 d'octubre           | Gran Premi dels Estats Units · Circuit de les Amèriques · Longitud: 5,513 km · Voltes: 56 · Distància de la cursa: 308,405 km · Guanyador 2021: · Max Verstappen - Red Bull         | Lliures 3            | Max Verstappen              | 3r lloc          | Charles Leclerc             |                  |
| 19    | 21, 22 i 23 d'octubre           | Gran Premi dels Estats Units · Circuit de les Amèriques · Longitud: 5,513 km · Voltes: 56 · Distància de la cursa: 308,405 km · Guanyador 2021: · Max Verstappen - Red Bull         | Pole position        | Carlos Sainz Jr. (1:34.356) | Volta ràpida     | George Russell (1:38.788)   |                  |
| 19    | 21, 22 i 23 d'octubre           | Gran Premi dels Estats Units · Circuit de les Amèriques · Longitud: 5,513 km · Voltes: 56 · Distància de la cursa: 308,405 km · Guanyador 2021: · Max Verstappen - Red Bull         | Resultats complets   |                             |                  |                             |                  |
| 20    | 28, 29 i 30 de octubre          | Gran Premi de la Ciutat de Mèxic · Autódromo Hermanos Rodríguez · Longitud: 4,304 km · Voltes: 71 · Distància de la cursa: 305,354 km · Guanyador 2021: · Max Verstappen - Red Bull |                      | Lliures 1                   | Carlos Sainz Jr. | Guanyador                   | Max Verstappen   |
| 20    | 28, 29 i 30 de octubre          | Gran Premi de la Ciutat de Mèxic · Autódromo Hermanos Rodríguez · Longitud: 4,304 km · Voltes: 71 · Distància de la cursa: 305,354 km · Guanyador 2021: · Max Verstappen - Red Bull | Lliures 2            | George Russell              | 2n lloc          | Lewis Hamilton              |                  |
| 20    | 28, 29 i 30 de octubre          | Gran Premi de la Ciutat de Mèxic · Autódromo Hermanos Rodríguez · Longitud: 4,304 km · Voltes: 71 · Distància de la cursa: 305,354 km · Guanyador 2021: · Max Verstappen - Red Bull | Lliures 3            | George Russell              | 3r lloc          | Carlos Sainz Jr.            |                  |
| 20    | 28, 29 i 30 de octubre          | Gran Premi de la Ciutat de Mèxic · Autódromo Hermanos Rodríguez · Longitud: 4,304 km · Voltes: 71 · Distància de la cursa: 305,354 km · Guanyador 2021: · Max Verstappen - Red Bull | Pole position        | Max Verstappen (1:17.775)   | Volta ràpida     | George Russell (1:20.153)   |                  |
| 20    | 28, 29 i 30 de octubre          | Gran Premi de la Ciutat de Mèxic · Autódromo Hermanos Rodríguez · Longitud: 4,304 km · Voltes: 71 · Distància de la cursa: 305,354 km · Guanyador 2021: · Max Verstappen - Red Bull | Resultats complets   |                             |                  |                             |                  |
| 21    | 11, 12 i 13 de novembre         | Gran Premi de São Paulo · Circuit José Carlos Pace · Longitud: 4,309 km · Voltes: 71 · Distància de la cursa: 305,879 km · Guanyador 2021: · Lewis Hamilton - Mercedes              |                      | Lliures 1                   | Sergio Pérez     | Guanyador                   | George Russell   |
| 21    | 11, 12 i 13 de novembre         | Gran Premi de São Paulo · Circuit José Carlos Pace · Longitud: 4,309 km · Voltes: 71 · Distància de la cursa: 305,879 km · Guanyador 2021: · Lewis Hamilton - Mercedes              | Pole Position sprint | Kevin Magnussen (1:11.674)  | 2n lloc          | Lewis Hamilton              |                  |
| 21    | 11, 12 i 13 de novembre         | Gran Premi de São Paulo · Circuit José Carlos Pace · Longitud: 4,309 km · Voltes: 71 · Distància de la cursa: 305,879 km · Guanyador 2021: · Lewis Hamilton - Mercedes              | Lliures 2            | Esteban Ocon                | 3r lloc          | Carlos Sainz Jr.            |                  |
| 21    | 11, 12 i 13 de novembre         | Gran Premi de São Paulo · Circuit José Carlos Pace · Longitud: 4,309 km · Voltes: 71 · Distància de la cursa: 305,879 km · Guanyador 2021: · Lewis Hamilton - Mercedes              | Guanyador Sprint     | George Russell              | Volta ràpida     | George Russell (1:13.785)   |                  |
| 21    | 11, 12 i 13 de novembre         | Gran Premi de São Paulo · Circuit José Carlos Pace · Longitud: 4,309 km · Voltes: 71 · Distància de la cursa: 305,879 km · Guanyador 2021: · Lewis Hamilton - Mercedes              | Resultats complets   |                             |                  |                             |                  |
| 22    | 18, 19 i 20 de novembre         | Gran Premi d'Abu Dhabi · Circuit Yas Marina · Longitud: 5,554 km · Voltes: 55 · Distància de la cursa: 305,355 km · Guanyador 2021: · Max Verstappen - Red Bull                     |                      | Lliures 1                   | Lewis Hamilton   | Guanyador                   | Max Verstappen   |
| 22    | 18, 19 i 20 de novembre         | Gran Premi d'Abu Dhabi · Circuit Yas Marina · Longitud: 5,554 km · Voltes: 55 · Distància de la cursa: 305,355 km · Guanyador 2021: · Max Verstappen - Red Bull                     | Lliures 2            | Max Verstappen              | 2n lloc          | Charles Leclerc             |                  |
| 22    | 18, 19 i 20 de novembre         | Gran Premi d'Abu Dhabi · Circuit Yas Marina · Longitud: 5,554 km · Voltes: 55 · Distància de la cursa: 305,355 km · Guanyador 2021: · Max Verstappen - Red Bull                     | Lliures 3            | Sergio Pérez                | 3r lloc          | Sergio Pérez                |                  |
| 22    | 18, 19 i 20 de novembre         | Gran Premi d'Abu Dhabi · Circuit Yas Marina · Longitud: 5,554 km · Voltes: 55 · Distància de la cursa: 305,355 km · Guanyador 2021: · Max Verstappen - Red Bull                     | Pole position        | Max Verstappen (1:23.824)   | Volta ràpida     | Lando Norris (1:14.693)     |                  |
| 22    | 18, 19 i 20 de novembre         | Gran Premi d'Abu Dhabi · Circuit Yas Marina · Longitud: 5,554 km · Voltes: 55 · Distància de la cursa: 305,355 km · Guanyador 2021: · Max Verstappen - Red Bull                     | Resultats complets   |                             |                  |                             |                  |
| Font: |                                 | |                      |                             |                  |                             |                  |

Font:  Fórmula 1.

## Classificació

### Puntuacions
| Posició | Posició | 1º | 2º | 3º | 4º | 5º | 6º | 7º | 8º | 9º | 10º | VR |
| Cursa   | Punts   | 25 | 18 | 15 | 12 | 10 | 8  | 6  | 4  | 2  | 1   | 1  |
| Sprint  | Punts   | 8  | 7  | 6  | 5  | 4  | 3  | 2  | 1  |    |     |    |

### Campionat de Pilots
| \| 1 \| 1 \| Max Verstappen \| 19† \| 1 \| Ret \| 1 \| 1 \| 1 \| 3 \| 1 \| 1 \| 7 \| 2 \| 1 \| 1 \| 1 \| 1 \| 1 \| 7 \| 1 \| 1 \| 1 \| 6 \| 1 \| 454 \| \| 2 \| 16 \| Charles Leclerc \| 1 \| 2 \| 1 \| 6 \| 2 \| Ret \| 4 \| Ret \| 5 \| 4 \| 1 \| Ret \| 6 \| 6 \| 3 \| 2 \| 2 \| 3 \| 3 \| 6 \| 4 \| 2 \| 308 \| \| 3 \| 11 \| Sergio Pérez \| 18† \| 4 \| 2 \| 2 \| 4 \| 2 \| 1 \| 2 \| Ret \| 2 \| Ret \| 4 \| 5 \| 2 \| 5 \| 6 \| 1 \| 2 \| 4 \| 3 \| 7 \| 3 \| 305 \| \| 4 \| 63 \| George Russell \| 4 \| 5 \| 3 \| 4 \| 5 \| 3 \| 5 \| 3 \| 4 \| Ret \| 4 \| 3 \| 3 \| 4 \| 2 \| 3 \| 14 \| 8 \| 5 \| 4 \| 1 \| 5 \| 275 \| \| 5 \| 55 \| Carlos Sainz Jr. \| 2 \| 3 \| Ret \| Ret \| 3 \| 4 \| 2 \| Ret \| 2 \| 1 \| Ret \| 5 \| 4 \| 3 \| 8 \| 4 \| 3 \| Ret \| Ret \| 5 \| 3 \| 4 \| 246 \| \| 6 \| 44 \| Lewis Hamilton \| 3 \| 10 \| 4 \| 13 \| 6 \| 5 \| 8 \| 4 \| 3 \| 3 \| 3 \| 2 \| 2 \| Ret \| 4 \| 5 \| 9 \| 5 \| 2 \| 2 \| 2 \| 18† \| 240 \| \| 7 \| 4 \| Lando Norris \| 15 \| 7 \| 5 \| 3 \| Ret \| 8 \| 6 \| 9 \| 15 \| 6 \| 7 \| 7 \| 7 \| 12 \| 7 \| 7 \| 4 \| 10 \| 6 \| 9 \| Ret \| 6 \| 122 \| \| 8 \| 31 \| Esteban Ocon \| 7 \| 6 \| 7 \| 14 \| 8 \| 11 \| 10 \| 6 \| 12 \| 9 \| 17 \| 11 \| 10 \| 7 \| 9 \| 11 \| Ret \| 4 \| 11 \| 8 \| 8 \| 7 \| 92 \| \| 9 \| 14 \| Fernando Alonso \| 9 \| Ret \| 17 \| Ret \| 11 \| 9 \| 7 \| 7 \| 9 \| 5 \| 10 \| 6 \| 8 \| 5 \| 6 \| Ret \| Ret \| 7 \| 7 \| 19† \| 5 \| Ret \| 81 \| \| 10 \| 77 \| Valtteri Bottas \| 6 \| Ret \| 8 \| 5 \| 7 \| 6 \| 9 \| 11 \| 7 \| Ret \| 11 \| 14 \| 20† \| Ret \| Ret \| 13 \| 11 \| 15 \| Ret \| 10 \| 9 \| 15 \| 49 \| \| 11 \| 3 \| Daniel Ricciardo \| 14 \| Ret \| 6 \| 18 \| 13 \| 12 \| 13 \| 8 \| 11 \| 13 \| 9 \| 9 \| 15 \| 15 \| 17 \| Ret \| 5 \| 11 \| 16 \| 7 \| Ret \| 9 \| 37 \| \| 12 \| 5 \| Sebastian Vettel \| \| \| Ret \| 8 \| 17† \| 11 \| 10 \| 6 \| 12 \| 9 \| 17 \| 11 \| 10 \| 8 \| 14 \| Ret \| 8 \| 6 \| 8 \| 14 \| 11 \| 10 \| 37 \| \| 13 \| 20 \| Kevin Magnussen \| 5 \| 9 \| 14 \| 9 \| 16† \| 17 \| Ret \| Ret \| 17 \| 10 \| 8 \| Ret \| 16 \| 16 \| 15 \| 16 \| 12 \| 14 \| 9 \| 17 \| Ret \| 17 \| 24 \| \| 14 \| 10 \| Pierre Gasly \| Ret \| 8 \| 9 \| 12 \| Ret \| 13 \| 11 \| 5 \| 14 \| Ret \| 15 \| 12 \| 12 \| 9 \| 11 \| 8 \| 10 \| 18 \| 14 \| 11 \| 14 \| 14 \| 23 \| \| 15 \| 18 \| Lance Stroll \| 12 \| 13 \| 12 \| 10 \| 10 \| 15 \| 14 \| 16† \| 10 \| 11 \| 13 \| 10 \| 11 \| 11 \| 10 \| Ret \| 6 \| 12 \| Ret \| 15 \| 10 \| 8 \| 18 \| \| 16 \| 47 \| Mick Schumacher \| 11 \| LES \| 13 \| 17 \| 15 \| 14 \| Ret \| 14 \| Ret \| 8 \| 6 \| 15 \| 14 \| 17 \| 13 \| 12 \| 13 \| 17 \| 15 \| 16 \| 13 \| 16 \| 12 \| \| 17 \| 22 \| Yuki Tsunoda \| 8 \| NVC \| 15 \| 7 \| 12 \| 10 \| 17 \| 13 \| Ret \| 14 \| 16 \| Ret \| 19 \| 13 \| Ret \| 14 \| Ret \| 13 \| 10 \| Ret \| 17 \| 11 \| 12 \| \| 18 \| 24 \| Guanyu Zhou \| 10 \| 11 \| 11 \| 15 \| Ret \| Ret \| 16 \| Ret \| 8 \| Ret \| 14 \| 16† \| 13 \| 14 \| 16 \| 10 \| Ret \| 16 \| 13 \| 13 \| 12 \| 12 \| 6 \| \| 19 \| 23 \| Alexander Albon \| 13 \| 14† \| 10 \| 11 \| 9 \| 18 \| Ret \| 12 \| 13 \| Ret \| 12 \| 13 \| 17 \| 10 \| 12 \| \| Ret \| Ret \| 12 \| 12 \| 15 \| 13 \| 4 \| \| 20 \| 6 \| Nicholas Latifi \| 16 \| Ret \| 16 \| 16 \| 14 \| 16 \| 15 \| 15 \| 16 \| 12 \| Ret \| Ret \| 18 \| 18 \| 18 \| 15 \| Ret \| 9 \| 17 \| 18 \| 16 \| 19† \| 2 \| \| 21 \| 45 \| Nyck de Vries \| \| \| \| \| \| \| \| \| \| \| \| \| \| \| \| 9 \| \| \| \| \| \| \| 2 \| \| 22 \| 27 \| Nico Hülkenberg \| 17 \| 12 \| \| \| \| \| \| \| \| \| \| \| \| \| \| \| \| \| \| \| \| \| 0 \| \| Pos. \| No. \| Pilot \| BHR \| ARA \| AUS \| EMR \| MIA \| ESP \| MON \| AZE \| CAN \| GBR \| AUT \| FRA \| HON \| BEL \| PBA \| ITA \| SIN \| JPÓ \| EUA \| CMX \| SAO \| ABU \| Punts \| \| Font:[63] \| \| \| \| \| \| \| \| \| \| \| \| \| \| \| \| \| \| \| \| \| \| \| \| \| \| |     |                  |     |     |     |     |     |     |     |     |     |     |     |     |     |     |     |     |     |     |     |     |     |     |       |
| Pos. | No. | Pilot            | BHR | ARA | AUS | EMR | MIA | ESP | MON | AZE | CAN | GBR | AUT | FRA | HON | BEL | PBA | ITA | SIN | JPÓ | EUA | CMX | SAO | ABU | Punts |
| 1 | 1   | Max Verstappen   | 19† | 1   | Ret | 1   | 1   | 1   | 3   | 1   | 1   | 7   | 2   | 1   | 1   | 1   | 1   | 1   | 7   | 1   | 1   | 1   | 6   | 1   | 454   |
| 2 | 16  | Charles Leclerc  | 1   | 2   | 1   | 6   | 2   | Ret | 4   | Ret | 5   | 4   | 1   | Ret | 6   | 6   | 3   | 2   | 2   | 3   | 3   | 6   | 4   | 2   | 308   |
| 3 | 11  | Sergio Pérez     | 18† | 4   | 2   | 2   | 4   | 2   | 1   | 2   | Ret | 2   | Ret | 4   | 5   | 2   | 5   | 6   | 1   | 2   | 4   | 3   | 7   | 3   | 305   |
| 4 | 63  | George Russell   | 4   | 5   | 3   | 4   | 5   | 3   | 5   | 3   | 4   | Ret | 4   | 3   | 3   | 4   | 2   | 3   | 14  | 8   | 5   | 4   | 1   | 5   | 275   |
| 5 | 55  | Carlos Sainz Jr. | 2   | 3   | Ret | Ret | 3   | 4   | 2   | Ret | 2   | 1   | Ret | 5   | 4   | 3   | 8   | 4   | 3   | Ret | Ret | 5   | 3   | 4   | 246   |
| 6 | 44  | Lewis Hamilton   | 3   | 10  | 4   | 13  | 6   | 5   | 8   | 4   | 3   | 3   | 3   | 2   | 2   | Ret | 4   | 5   | 9   | 5   | 2   | 2   | 2   | 18† | 240   |
| 7 | 4   | Lando Norris     | 15  | 7   | 5   | 3   | Ret | 8   | 6   | 9   | 15  | 6   | 7   | 7   | 7   | 12  | 7   | 7   | 4   | 10  | 6   | 9   | Ret | 6   | 122   |
| 8 | 31  | Esteban Ocon     | 7   | 6   | 7   | 14  | 8   | 11  | 10  | 6   | 12  | 9   | 17  | 11  | 10  | 7   | 9   | 11  | Ret | 4   | 11  | 8   | 8   | 7   | 92    |
| 9 | 14  | Fernando Alonso  | 9   | Ret | 17  | Ret | 11  | 9   | 7   | 7   | 9   | 5   | 10  | 6   | 8   | 5   | 6   | Ret | Ret | 7   | 7   | 19† | 5   | Ret | 81    |
| 10 | 77  | Valtteri Bottas  | 6   | Ret | 8   | 5   | 7   | 6   | 9   | 11  | 7   | Ret | 11  | 14  | 20† | Ret | Ret | 13  | 11  | 15  | Ret | 10  | 9   | 15  | 49    |
| 11 | 3   | Daniel Ricciardo | 14  | Ret | 6   | 18  | 13  | 12  | 13  | 8   | 11  | 13  | 9   | 9   | 15  | 15  | 17  | Ret | 5   | 11  | 16  | 7   | Ret | 9   | 37    |
| 12 | 5   | Sebastian Vettel |     |     | Ret | 8   | 17† | 11  | 10  | 6   | 12  | 9   | 17  | 11  | 10  | 8   | 14  | Ret | 8   | 6   | 8   | 14  | 11  | 10  | 37    |
| 13 | 20  | Kevin Magnussen  | 5   | 9   | 14  | 9   | 16† | 17  | Ret | Ret | 17  | 10  | 8   | Ret | 16  | 16  | 15  | 16  | 12  | 14  | 9   | 17  | Ret | 17  | 24    |
| 14 | 10  | Pierre Gasly     | Ret | 8   | 9   | 12  | Ret | 13  | 11  | 5   | 14  | Ret | 15  | 12  | 12  | 9   | 11  | 8   | 10  | 18  | 14  | 11  | 14  | 14  | 23    |
| 15 | 18  | Lance Stroll     | 12  | 13  | 12  | 10  | 10  | 15  | 14  | 16† | 10  | 11  | 13  | 10  | 11  | 11  | 10  | Ret | 6   | 12  | Ret | 15  | 10  | 8   | 18    |
| 16 | 47  | Mick Schumacher  | 11  | LES | 13  | 17  | 15  | 14  | Ret | 14  | Ret | 8   | 6   | 15  | 14  | 17  | 13  | 12  | 13  | 17  | 15  | 16  | 13  | 16  | 12    |
| 17 | 22  | Yuki Tsunoda     | 8   | NVC | 15  | 7   | 12  | 10  | 17  | 13  | Ret | 14  | 16  | Ret | 19  | 13  | Ret | 14  | Ret | 13  | 10  | Ret | 17  | 11  | 12    |
| 18 | 24  | Guanyu Zhou      | 10  | 11  | 11  | 15  | Ret | Ret | 16  | Ret | 8   | Ret | 14  | 16† | 13  | 14  | 16  | 10  | Ret | 16  | 13  | 13  | 12  | 12  | 6     |
| 19 | 23  | Alexander Albon  | 13  | 14† | 10  | 11  | 9   | 18  | Ret | 12  | 13  | Ret | 12  | 13  | 17  | 10  | 12  |     | Ret | Ret | 12  | 12  | 15  | 13  | 4     |
| 20 | 6   | Nicholas Latifi  | 16  | Ret | 16  | 16  | 14  | 16  | 15  | 15  | 16  | 12  | Ret | Ret | 18  | 18  | 18  | 15  | Ret | 9   | 17  | 18  | 16  | 19† | 2     |
| 21 | 45  | Nyck de Vries    |     |     |     |     |     |     |     |     |     |     |     |     |     |     |     | 9   |     |     |     |     |     |     | 2     |
| 22 | 27  | Nico Hülkenberg  | 17  | 12  |     |     |     |     |     |     |     |     |     |     |     |     |     |     |     |     |     |     |     |     | 0     |
| Pos. | No. | Pilot            | BHR | ARA | AUS | EMR | MIA | ESP | MON | AZE | CAN | GBR | AUT | FRA | HON | BEL | PBA | ITA | SIN | JPÓ | EUA | CMX | SAO | ABU | Punts |
| Font: |     |                  |     |     |     |     |     |     |     |     |     |     |     |     |     |     |     |     |     |     |     |     |     |     |       |

| Color  | Resultat                    | Color   | Resultat                | Color | Resultat                |
| ------ | --------------------------- | ------- | ----------------------- | ----- | ----------------------- |
| Or     | Guanyador                   | Porpra  | No va acabar (Ret)      | Blanc | No va començar (NVC)    |
| Argent | 2n lloc                     | Vermell | No qualificat (NQ)      | Blanc | Abandonà (AB)           |
| Bronze | 3r lloc                     | Vermell | No pre-qualificat (NPQ) | Blanc | Retirat per lesió (LES) |
| Verd   | Va acabar sumant punts      | Negre   | Desqualificat (DSQ)     | Blanc | Cursa cancel·lada (C)   |
| Blau   | Va acabar sense sumar punts | Gris    | No va participar        |       |                         |
| Blau   | No classificat (NC)         | Gris    | Exclòs (EX)             |       |                         |

| Estat   | Resultat                                                                  |
| ------- | ------------------------------------------------------------------------- |
| Negreta | Pole position                                                             |
| Cursiva | Volta ràpida                                                              |
| †       | Abandona, pero classifica a l'completar el percentage requerit per a això |

### Estadístiques del Campionat de Pilots
| Pos. | Pilot            | Escudería    | Grans Premis | Victòries | Podis | Poles | Voltes ràpides | Voltes liderades | Punts |
| ---- | ---------------- | ------------ | ------------ | --------- | ----- | ----- | -------------- | ---------------- | ----- |
| 1    | Max Verstappen   | Red Bull     | 22           | 15        | 17    | 7     | 5              | 498              | 454   |
| 2    | Charles Leclerc  | Ferrari      | 22           | 3         | 11    | 9     | 3              | 310              | 308   |
| 3    | Sergio Pérez     | Red Bull     | 22           | 2         | 11    | 1     | 3              | 147              | 305   |
| 4    | George Russell   | Mercedes     | 22           | 1         | 8     | 1     | 4              | 28               | 275   |
| 5    | Carlos Sainz Jr. | Ferrari      | 22           | 1         | 9     | 3     | 2              | 72               | 246   |
| 6    | Lewis Hamilton   | Mercedes     | 22           |           | 9     |       | 2              | 36               | 240   |
| 7    | Lando Norris     | McLaren      | 22           |           | 1     |       | 2              |                  | 122   |
| 8    | Esteban Ocon     | Alpine       | 22           |           |       |       |                |                  | 92    |
| 9    | Fernando Alonso  | Alpine       | 22           |           |       |       |                | 1                | 81    |
| 10   | Valtteri Bottas  | Alfa Romeo   | 22           |           |       |       |                |                  | 49    |
| 11   | Daniel Ricciardo | McLaren      | 22           |           |       |       |                |                  | 37    |
| 12   | Sebastian Vettel | Aston Martin | 20           |           |       |       |                | 2                | 37    |
| 13   | Kevin Magnussen  | Haas         | 22           |           |       | 1     |                |                  | 24    |
| 14   | Pierre Gasly     | AlphaTauri   | 22           |           |       |       |                |                  | 23    |
| 15   | Lance Stroll     | Aston Martin | 22           |           |       |       |                |                  | 18    |
| 16   | Mick Schumacher  | Haas         | 22 (21)      |           |       |       |                |                  | 12    |
| 17   | Yuki Tsunoda     | AlphaTauri   | 22 (21)      |           |       |       |                |                  | 12    |
| 18   | Guanyu Zhou      | Alfa Romeo   | 22           |           |       |       | 1              |                  | 6     |
| 19   | Alexander Albon  | Williams     | 22           |           |       |       |                |                  | 4     |
| 20   | Nicholas Latifi  | Williams     | 22           |           |       |       |                |                  | 2     |
| 21   | Nyck de Vries    | Williams     | 1            |           |       |       |                |                  | 2     |
| 22   | Nico Hülkenberg  | Aston Martin | 2            |           |       |       |                |                  |       |

### Campionat de Constructors
| \| 1 \| Red Bull-Honda \| 1 \| 19† \| 1 \| Ret \| 1 \| 1 \| 1 \| 3 \| 1 \| 1 \| 7 \| 2 \| 1 \| 1 \| 1 \| 1 \| 1 \| 7 \| 1 \| 1 \| 1 \| 6 \| 1 \| 759 \| \| 1 \| Red Bull-Honda \| 11 \| 18† \| 4 \| 2 \| 2 \| 4 \| 2 \| 1 \| 2 \| Ret \| 2 \| Ret \| 4 \| 5 \| 2 \| 5 \| 6 \| 1 \| 2 \| 4 \| 3 \| 7 \| 3 \| 759 \| \| 2 \| Ferrari \| 16 \| 1 \| 2 \| 1 \| 6 \| 2 \| Ret \| 4 \| Ret \| 5 \| 4 \| 1 \| Ret \| 6 \| 6 \| 3 \| 2 \| 2 \| 3 \| 3 \| 6 \| 4 \| 2 \| 554 \| \| 2 \| Ferrari \| 55 \| 2 \| 3 \| Ret \| Ret \| 3 \| 4 \| 2 \| Ret \| 2 \| 1 \| Ret \| 5 \| 4 \| 3 \| 8 \| 4 \| 3 \| Ret \| Ret \| 5 \| 3 \| 4 \| 554 \| \| 3 \| Mercedes \| 44 \| 3 \| 10 \| 4 \| 13 \| 6 \| 5 \| 8 \| 4 \| 3 \| 3 \| 3 \| 2 \| 2 \| Ret \| 4 \| 5 \| 9 \| 5 \| 2 \| 2 \| 2 \| 18† \| 515 \| \| 3 \| Mercedes \| 63 \| 4 \| 5 \| 3 \| 4 \| 5 \| 3 \| 5 \| 3 \| 4 \| Ret \| 4 \| 3 \| 3 \| 4 \| 2 \| 3 \| 14 \| 8 \| 5 \| 4 \| 1 \| 5 \| 515 \| \| 4 \| Alpine-Renault \| 14 \| 9 \| Ret \| 17 \| Ret \| 11 \| 9 \| 7 \| 7 \| 9 \| 5 \| 10 \| 6 \| 8 \| 5 \| 6 \| Ret \| Ret \| 7 \| 7 \| 19† \| 5 \| Ret \| 173 \| \| 4 \| Alpine-Renault \| 31 \| 7 \| 6 \| 7 \| 14 \| 8 \| 7 \| 12 \| 10 \| 6 \| Ret \| 5 \| 8 \| 9 \| 7 \| 9 \| 11 \| Ret \| 4 \| 11 \| 8 \| 8 \| 7 \| 173 \| \| 5 \| McLaren-Mercedes \| 3 \| 14 \| Ret \| 6 \| 18 \| 13 \| 12 \| 13 \| 8 \| 11 \| 13 \| 9 \| 9 \| 15 \| 15 \| 17 \| Ret \| 5 \| 11 \| 16 \| 7 \| Ret \| 9 \| 159 \| \| 5 \| McLaren-Mercedes \| 4 \| 15 \| 7 \| 5 \| 3 \| Ret \| 8 \| 6 \| 9 \| 15 \| 6 \| 7 \| 7 \| 7 \| 12 \| 7 \| 7 \| 4 \| 10 \| 6 \| 9 \| Ret \| 6 \| 159 \| \| 6 \| Alfa Romeo-Ferrari \| 24 \| 10 \| 11 \| 11 \| 15 \| Ret \| Ret \| 16 \| Ret \| 8 \| Ret \| 14 \| 16† \| 13 \| 14 \| 16 \| 10 \| Ret \| 16 \| 13 \| 13 \| 12 \| 12 \| 55 \| \| 6 \| Alfa Romeo-Ferrari \| 77 \| 6 \| Ret \| 8 \| 7 \| 7 \| 6 \| 9 \| 11 \| 7 \| Ret \| 11 \| 14 \| 20† \| Ret \| Ret \| 13 \| 11 \| 15 \| Ret \| 10 \| 9 \| 15 \| 55 \| \| 7 \| Aston Martin-Mercedes \| 5 \| \| \| Ret \| 8 \| 17† \| 11 \| 10 \| 6 \| 12 \| 9 \| 17 \| 11 \| 10 \| 8 \| 14 \| Ret \| 8 \| 6 \| 8 \| 14 \| 11 \| 10 \| 55 \| \| 7 \| Aston Martin-Mercedes \| 18 \| 12 \| 13 \| 12 \| 10 \| 10 \| 15 \| 14 \| 16† \| 10 \| 11 \| 13 \| 10 \| 11 \| 11 \| 10 \| Ret \| 6 \| 12 \| Ret \| 15 \| 10 \| 8 \| 55 \| \| 7 \| Aston Martin-Mercedes \| 27 \| 17 \| 12 \| \| \| \| \| \| \| \| \| \| \| \| \| \| \| \| \| \| \| \| \| 55 \| \| 8 \| Haas-Ferrari \| 20 \| 5 \| 9 \| 14 \| 9 \| 16† \| 17 \| Ret \| Ret \| 17 \| 10 \| 8 \| Ret \| 16 \| 16 \| 15 \| 16 \| 12 \| 14 \| 9 \| 17 \| Ret \| 17 \| 37 \| \| 8 \| Haas-Ferrari \| 47 \| 11 \| LES \| 13 \| 17 \| 15 \| 14 \| Ret \| 14 \| Ret \| 8 \| 6 \| 15 \| 14 \| 17 \| 13 \| 12 \| 13 \| 17 \| 15 \| 16 \| 13 \| 16 \| 37 \| \| 9 \| AlphaTauri-Honda \| 10 \| Ret \| 8 \| 9 \| 12 \| Ret \| 13 \| 11 \| 5 \| 14 \| Ret \| 15 \| 12 \| 12 \| 9 \| 11 \| 8 \| 10 \| 18 \| 14 \| 11 \| 14 \| 14 \| 35 \| \| 9 \| AlphaTauri-Honda \| 22 \| 8 \| NVC \| 15 \| 7 \| 12 \| 10 \| 17 \| 13 \| Ret \| 14 \| 16 \| Ret \| 19 \| 13 \| Ret \| 14 \| Ret \| 13 \| 10 \| Ret \| 17 \| 11 \| 35 \| \| 10 \| Williams-Mercedes \| 6 \| 16 \| Ret \| 16 \| 16 \| 14 \| 16 \| 15 \| 15 \| 16 \| 12 \| Ret \| Ret \| 18 \| 18 \| 18 \| 15 \| Ret \| 9 \| 17 \| 18 \| 16 \| 19† \| 6 \| \| 10 \| Williams-Mercedes \| 23 \| 13 \| 14† \| 10 \| 11 \| 9 \| 18 \| Ret \| 12 \| 13 \| Ret \| 12 \| 13 \| 17 \| 10 \| 12 \| \| Ret \| Ret \| 13 \| 12 \| 15 \| 13 \| 6 \| \| 10 \| Williams-Mercedes \| 45 \| \| \| \| \| \| \| \| \| \| \| \| \| \| \| \| 9 \| \| \| \| \| \| \| 6 \| \| Pos. \| No. \| Pilot \| BHR \| ARA \| AUS \| EMR \| MIA \| ESP \| MON \| AZE \| CAN \| GBR \| AUT \| FRA \| HON \| BEL \| PBA \| ITA \| SIN \| JPÓ \| EUA \| CMX \| SAO \| ABU \| Punts \| \| Font:[64] \| \| \| \| \| \| \| \| \| \| \| \| \| \| \| \| \| \| \| \| \| \| \| \| \| \| |                       |       |     |     |     |     |     |     |     |     |     |     |     |     |     |     |     |     |     |     |     |     |     |     |       |
| Pos. | Constructor           | Núm   | BHR | ARA | AUS | EMR | MIA | ESP | MON | AZE | CAN | GBR | AUT | FRA | HON | BEL | PBA | ITA | SIN | JPÓ | EUA | CMX | SAO | ABU | Punts |
| 1 | Red Bull-Honda        | 1     | 19† | 1   | Ret | 1   | 1   | 1   | 3   | 1   | 1   | 7   | 2   | 1   | 1   | 1   | 1   | 1   | 7   | 1   | 1   | 1   | 6   | 1   | 759   |
| 1 | Red Bull-Honda        | 11    | 18† | 4   | 2   | 2   | 4   | 2   | 1   | 2   | Ret | 2   | Ret | 4   | 5   | 2   | 5   | 6   | 1   | 2   | 4   | 3   | 7   | 3   | 759   |
| 2 | Ferrari               | 16    | 1   | 2   | 1   | 6   | 2   | Ret | 4   | Ret | 5   | 4   | 1   | Ret | 6   | 6   | 3   | 2   | 2   | 3   | 3   | 6   | 4   | 2   | 554   |
| 2 | Ferrari               | 55    | 2   | 3   | Ret | Ret | 3   | 4   | 2   | Ret | 2   | 1   | Ret | 5   | 4   | 3   | 8   | 4   | 3   | Ret | Ret | 5   | 3   | 4   | 554   |
| 3 | Mercedes              | 44    | 3   | 10  | 4   | 13  | 6   | 5   | 8   | 4   | 3   | 3   | 3   | 2   | 2   | Ret | 4   | 5   | 9   | 5   | 2   | 2   | 2   | 18† | 515   |
| 3 | Mercedes              | 63    | 4   | 5   | 3   | 4   | 5   | 3   | 5   | 3   | 4   | Ret | 4   | 3   | 3   | 4   | 2   | 3   | 14  | 8   | 5   | 4   | 1   | 5   | 515   |
| 4 | Alpine-Renault        | 14    | 9   | Ret | 17  | Ret | 11  | 9   | 7   | 7   | 9   | 5   | 10  | 6   | 8   | 5   | 6   | Ret | Ret | 7   | 7   | 19† | 5   | Ret | 173   |
| 4 | Alpine-Renault        | 31    | 7   | 6   | 7   | 14  | 8   | 7   | 12  | 10  | 6   | Ret | 5   | 8   | 9   | 7   | 9   | 11  | Ret | 4   | 11  | 8   | 8   | 7   | 173   |
| 5 | McLaren-Mercedes      | 3     | 14  | Ret | 6   | 18  | 13  | 12  | 13  | 8   | 11  | 13  | 9   | 9   | 15  | 15  | 17  | Ret | 5   | 11  | 16  | 7   | Ret | 9   | 159   |
| 5 | McLaren-Mercedes      | 4     | 15  | 7   | 5   | 3   | Ret | 8   | 6   | 9   | 15  | 6   | 7   | 7   | 7   | 12  | 7   | 7   | 4   | 10  | 6   | 9   | Ret | 6   | 159   |
| 6 | Alfa Romeo-Ferrari    | 24    | 10  | 11  | 11  | 15  | Ret | Ret | 16  | Ret | 8   | Ret | 14  | 16† | 13  | 14  | 16  | 10  | Ret | 16  | 13  | 13  | 12  | 12  | 55    |
| 6 | Alfa Romeo-Ferrari    | 77    | 6   | Ret | 8   | 7   | 7   | 6   | 9   | 11  | 7   | Ret | 11  | 14  | 20† | Ret | Ret | 13  | 11  | 15  | Ret | 10  | 9   | 15  | 55    |
| 7 | Aston Martin-Mercedes | 5     |     |     | Ret | 8   | 17† | 11  | 10  | 6   | 12  | 9   | 17  | 11  | 10  | 8   | 14  | Ret | 8   | 6   | 8   | 14  | 11  | 10  | 55    |
| 7 | Aston Martin-Mercedes | 18    | 12  | 13  | 12  | 10  | 10  | 15  | 14  | 16† | 10  | 11  | 13  | 10  | 11  | 11  | 10  | Ret | 6   | 12  | Ret | 15  | 10  | 8   | 55    |
| 7 | Aston Martin-Mercedes | 27    | 17  | 12  |     |     |     |     |     |     |     |     |     |     |     |     |     |     |     |     |     |     |     |     | 55    |
| 8 | Haas-Ferrari          | 20    | 5   | 9   | 14  | 9   | 16† | 17  | Ret | Ret | 17  | 10  | 8   | Ret | 16  | 16  | 15  | 16  | 12  | 14  | 9   | 17  | Ret | 17  | 37    |
| 8 | Haas-Ferrari          | 47    | 11  | LES | 13  | 17  | 15  | 14  | Ret | 14  | Ret | 8   | 6   | 15  | 14  | 17  | 13  | 12  | 13  | 17  | 15  | 16  | 13  | 16  | 37    |
| 9 | AlphaTauri-Honda      | 10    | Ret | 8   | 9   | 12  | Ret | 13  | 11  | 5   | 14  | Ret | 15  | 12  | 12  | 9   | 11  | 8   | 10  | 18  | 14  | 11  | 14  | 14  | 35    |
| 9 | AlphaTauri-Honda      | 22    | 8   | NVC | 15  | 7   | 12  | 10  | 17  | 13  | Ret | 14  | 16  | Ret | 19  | 13  | Ret | 14  | Ret | 13  | 10  | Ret | 17  | 11  | 35    |
| 10 | Williams-Mercedes     | 6     | 16  | Ret | 16  | 16  | 14  | 16  | 15  | 15  | 16  | 12  | Ret | Ret | 18  | 18  | 18  | 15  | Ret | 9   | 17  | 18  | 16  | 19† | 6     |
| 10 | Williams-Mercedes     | 23    | 13  | 14† | 10  | 11  | 9   | 18  | Ret | 12  | 13  | Ret | 12  | 13  | 17  | 10  | 12  |     | Ret | Ret | 13  | 12  | 15  | 13  | 6     |
| 10 | Williams-Mercedes     | 45    |     |     |     |     |     |     |     |     |     |     |     |     |     |     |     | 9   |     |     |     |     |     |     | 6     |
| Pos. | No.                   | Pilot | BHR | ARA | AUS | EMR | MIA | ESP | MON | AZE | CAN | GBR | AUT | FRA | HON | BEL | PBA | ITA | SIN | JPÓ | EUA | CMX | SAO | ABU | Punts |
| Font: |                       |       |     |     |     |     |     |     |     |     |     |     |     |     |     |     |     |     |     |     |     |     |     |     |       |

| Color  | Resultat                    | Color   | Resultat                | Color | Resultat                |
| ------ | --------------------------- | ------- | ----------------------- | ----- | ----------------------- |
| Or     | Guanyador                   | Porpra  | No va acabar (Ret)      | Blanc | No va començar (NVC)    |
| Argent | 2n lloc                     | Vermell | No qualificat (NQ)      | Blanc | Abandonà (AB)           |
| Bronze | 3r lloc                     | Vermell | No pre-qualificat (NPQ) | Blanc | Retirat per lesió (LES) |
| Verd   | Va acabar sumant punts      | Negre   | Desqualificat (DSQ)     | Blanc | Cursa cancel·lada (C)   |
| Blau   | Va acabar sense sumar punts | Gris    | No va participar        |       |                         |
| Blau   | No classificat (NC)         | Gris    | Exclòs (EX)             |       |                         |

| Estat   | Resultat                                                                  |
| ------- | ------------------------------------------------------------------------- |
| Negreta | Pole position                                                             |
| Cursiva | Volta ràpida                                                              |
| †       | Abandona, pero classifica a l'completar el percentage requerit per a això |

### Estadístiques del Campionat de Constructors
| Pos. | Constructor  | Xassís              | Motor    | Grans Premis | Victòries | Podis | Poles | Voltes ràpides | Voltes liderades | Punts |
| ---- | ------------ | ------------------- | -------- | ------------ | --------- | ----- | ----- | -------------- | ---------------- | ----- |
| 1    | Red Bull     | Red Bull RB18       | Honda    | 22           | 17        | 28    | 8     | 8              | 645              | 759   |
| 2    | Ferrari      | Ferrari F1-75       | Ferrari  | 22           | 4         | 20    | 12    | 5              | 382              | 554   |
| 3    | Mercedes     | Mercedes-AMG F1 W13 | Mercedes | 22           | 1         | 17    | 1     | 6              | 64               | 515   |
| 4    | Alpine       | Alpine A522         | Renault  | 22           |           |       |       |                | 1                | 173   |
| 5    | McLaren      | McLaren MCL36       | Mercedes | 22           |           | 1     |       | 2              |                  | 159   |
| 6    | Alfa Romeo   | Alfa Romeo C42      | Ferrari  | 22           |           |       |       | 1              |                  | 55    |
| 7    | Aston Martin | Aston Martin AMR22  | Mercedes | 22           |           |       |       |                | 2                | 55    |
| 8    | Haas         | Haas VF-22          | Ferrari  | 22           |           |       | 1     |                |                  | 37    |
| 9    | AlphaTauri   | AlphaTauri AT03     | Honda    | 22           |           |       |       |                |                  | 35    |
| 10   | Williams     | Williams FW44       | Mercedes | 22           |           |       |       |                |                  | 8     |